# Kopalnia Soli „Wieliczka”

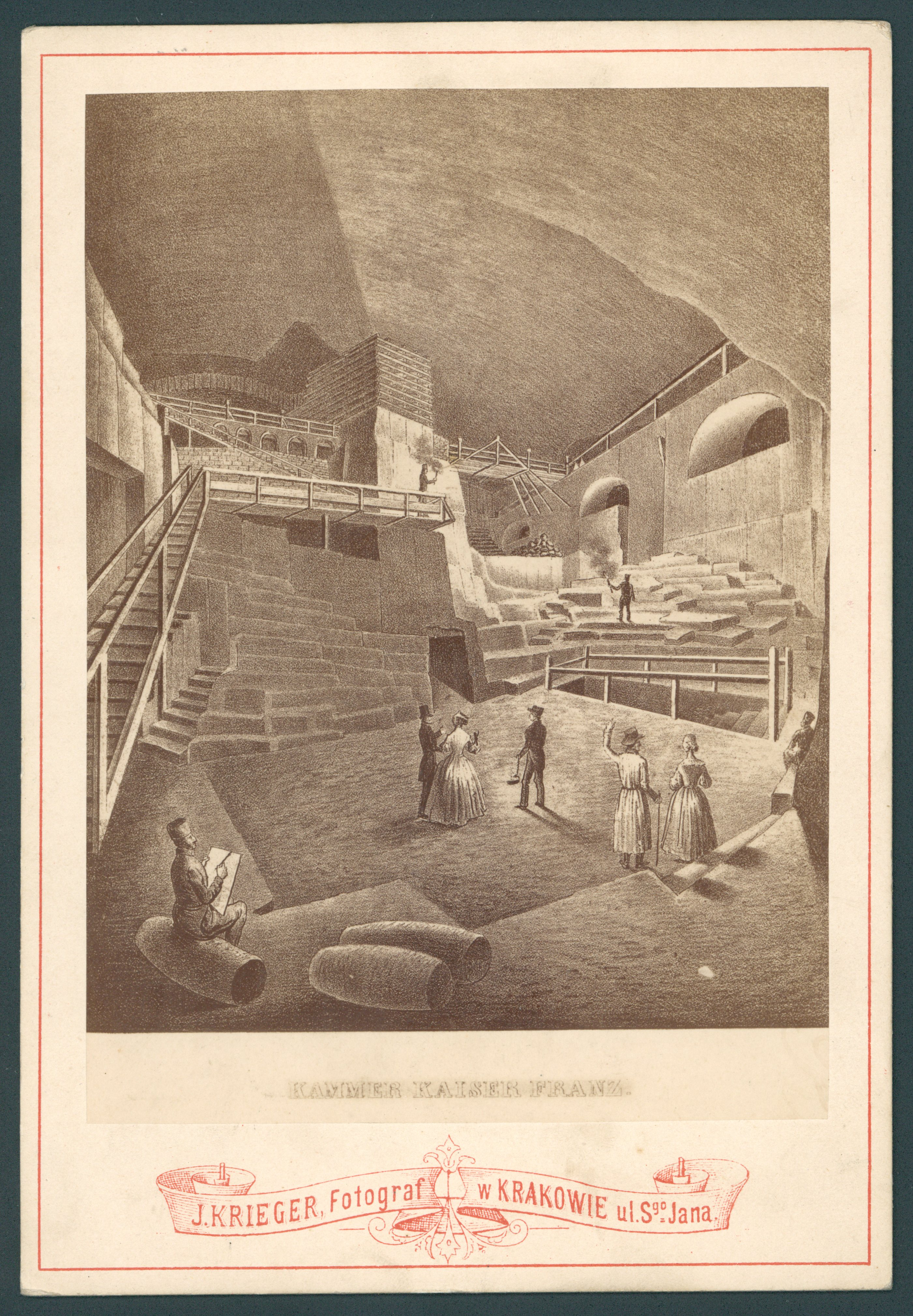
Kopalnia Soli "Wieliczka" - Kammer Kaiser Franz, 1886

Obraz Żupy Wielickiej i miasta Wieliczki na grafice Wilhelma Hondiusa z 1645 roku

Kopalnia Soli „Wieliczka” – kopalnia soli kamiennej, w Wieliczce pod Krakowem. Od XIII wieku do 1772 wspólnie z kopalnią soli „Bochnia” wchodziła w skład żup krakowskich. Sole wydobywane w kopalni pochodzą z miocenu.
W 1976 roku kopalnia wpisana została do krajowego rejestru zabytków. Dwa lata później wpisana przez UNESCO na pierwszą Listę światowego dziedzictwa. W 1989 roku Kopalnia Soli „Wieliczka” poszerzyła Listę Światowego Dziedzictwa Zagrożonego, z której została skreślona w 1998 roku. Od 1994, to także pomnik historii Polski. 30 czerwca 1996 roku zaprzestano całkowicie eksploatacji złoża. Kopalnia Soli „Wieliczka” w 2007 r. w plebiscycie „Rzeczpospolitej” została uznana za jeden z siedmiu cudów Polski, zdobywając największą liczbę głosów.
Do kopalni Wieliczka należała również kopalnia otworowa „Barycz” działająca w latach 1924–1998. Została zlikwidowana, a na jej miejscu znajduje się wysypisko odpadów komunalnych 
W latach 2005–2011 poziom ruchu turystycznego w kopalni oscylował wokół miliona turystów rocznie. Od 2009 roku wielickie podziemia notowały systematyczny, rok roczny wzrost liczby odwiedzających. Przez ponad dekadę recepcja turystów z poziomu 981 tys. wzrosła o 90%. W historii ruchu turystycznego kopalni rekordowym rokiem pozostaje 2019 z wynikiem 1,9 mln turystów.
Niestety dobrą passę przerwała pandemia COVID-19. Poziom ruchu turystycznego cofnął się do początku lat 90 (ok 440 tys. odwiedzających). W kolejnych latach następowało stopniowe odbudowywanie ruchu turystycznego, przy czym w latach 2020–2022 roku kopalnię odwiedzali głównie turyści krajowi. Zmiana trendu nastąpiła w kolejnym roku, który został zamknięty liczbą 1,52 mln odwiedzających ogółem, z czego turyści zagraniczni stanowili 57%. Zwiedzający obcojęzyczni w 2023 roku to głównie mieszkańcy Europy (Wielka Brytania 220,4 tys. osób, Czechy i Francja po 58,5 tys. osób, Włochy 54,4 tys. osób). We wrześniu 2023 roku solne progi przekroczył 50 milionowy turysta (wg statystyk prowadzonych od czasu zakończenia II wojny światowej).
We wrześniu 2012 została otwarta druga trasa w Kopalni Soli „Wieliczka” – Trasa Górnicza. Na przestrzeni ponad 7 lat Trasę Górniczą odwiedziło 217,5 tys. turystów. W związku z pandemią COVID trasa została zamknięta w marcu 2020 roku i ponownie otwarta 3 lata później, w kwietniu 2023 roku. Przez dziewięć miesięcy 2023 roku trasę odwiedziło 22,3 tys. osób. 
Pod koniec 2014 roku w pobliżu kopalni otwarto Tężnię Solankową. W 2019 roku z wielickiej tężni skorzystało, rekordowe 234,3 tys. osób. Ruch turystyczny w tężni stopniowo wzrasta. Wynik 2023 roku stanowił 66% ruchu sprzed pandemii.

## Geologia
Kopalnia Soli w Wieliczce usytuowana jest w zachodniej części podkarpackich złóż solnych, których wiek określany jest na około 14 milionów lat. Złoża te powstały w miocenie, w wieku badeńskim, w trakcie zanikania morza Paratetydy, które stało się morzem zamkniętym o wysokim stopniu zasolenia. Przyczyną zamknięcia było ochłodzenie się klimatu 14 mln lat temu. Spowodowało to rozwój lodowców, a to z kolei obniżenie poziomu oceanów o ok. 40–50 m. Paratetyda była wtedy połączona z oceanami poprzez Morze Śródziemne przez cieśniny na obszarze dzisiejszej Słowenii, między Alpami a Górami Dynarskimi. Obniżenie się poziomu oceanów i ruchy tektoniczne spowodowały odcięcie Paratetydy. W morzu nastąpił kryzys badeński, podobny do późniejszego kryzysu messyńskiego w Morzu Śródziemnym.
Gorący klimat oraz stale obniżające się dno (efekt powstawania Karpat) stworzyły warunki sprzyjające sedymentacji. Do głębi spływała najgęstsza solanka i tam zaczęła wytrącać się sól, a później siarczany wapnia głównie na obrzeżach zapadliska przedkarpackiego. W południowej części akwenu doszło do uformowania się złoża bryłowego (zubrowego), a w północnej i środkowej jego części powstało złoże pokładowe (warstwowe). Czas trwania procesu sedymentacji określany jest na 15–20 tysięcy lat, po nim nastąpił proces wypełniania zbiornika warstwami ilastymi i mułowymi. Podczas ostatnich ruchów górotwórczych Karpat nastąpiło nasunięcie się złoża bryłowego na pokładowe. Wielickie złoże solne ma około 10 km długości, 600–1500 m szerokości oraz od kilku do około 400 m miąższości.

## Historia eksploatacji

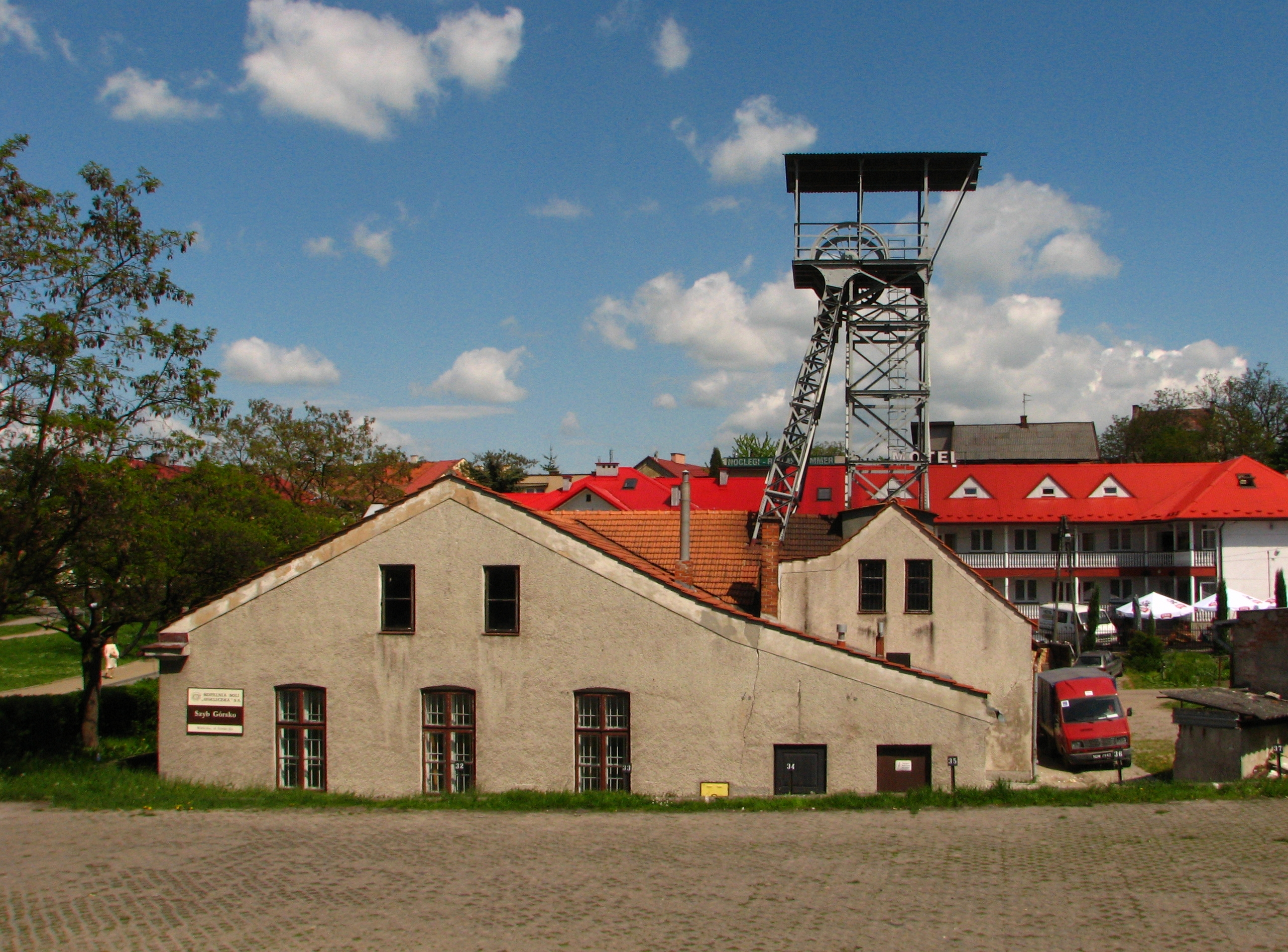
Zabytkowe nadszybie szybu Górsko (2008)

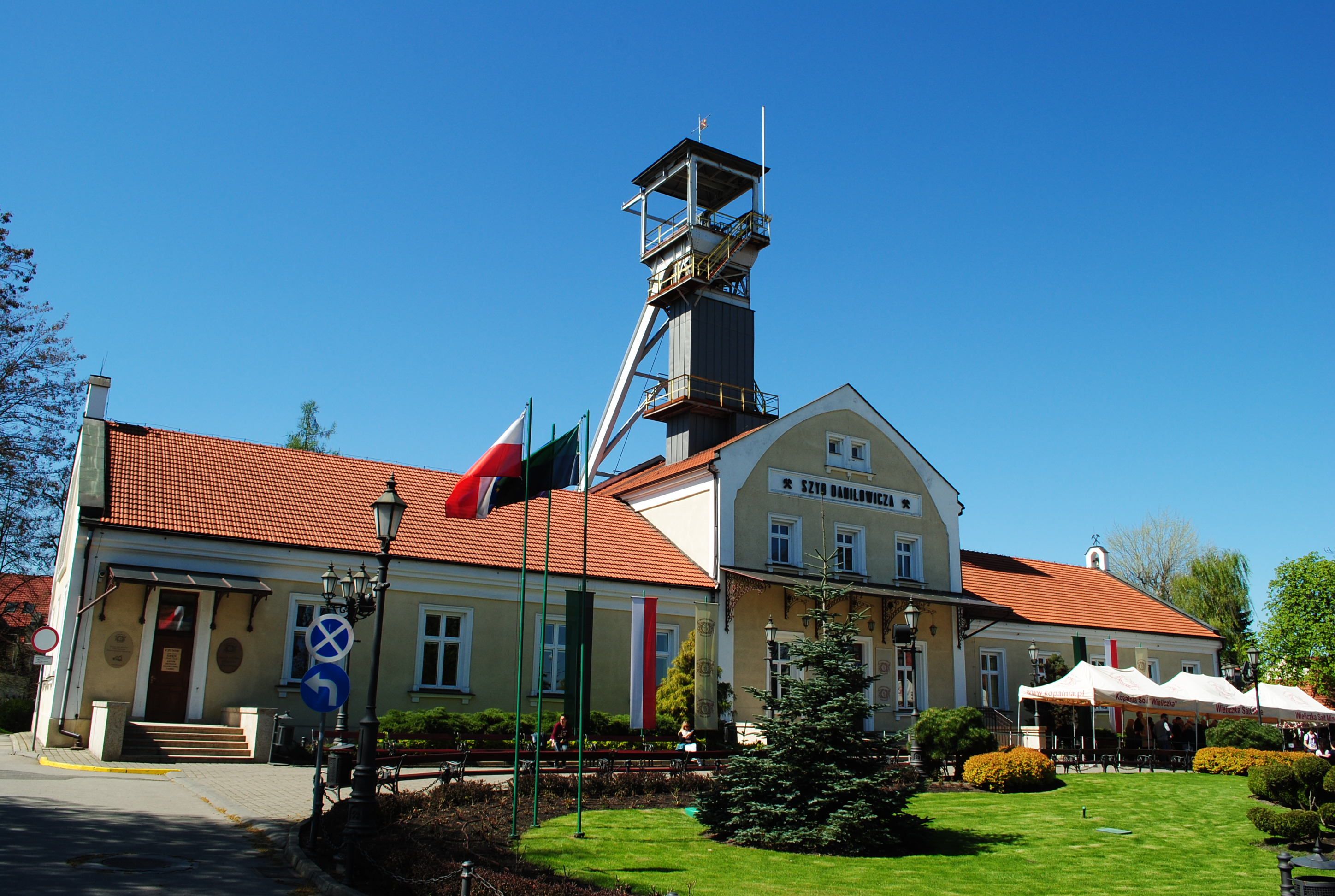
Nadszybie szybu Arcyksięcia Rudolfa (2016)

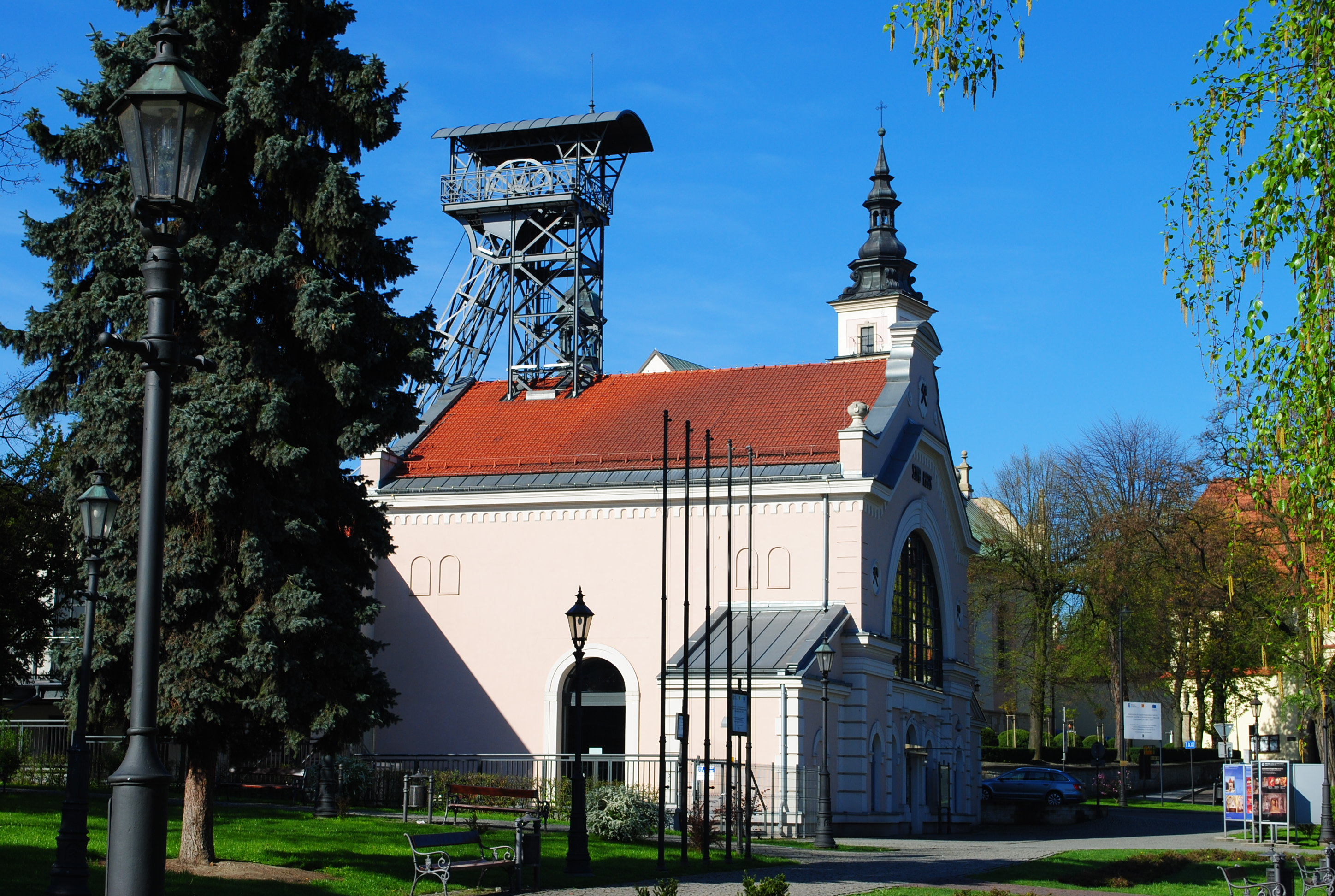
Nadszybie szybu Regis (2016)

Początki pozyskiwania soli na terenie Wieliczki wiążą się z eksploatacją „źródeł solnych”, czyli samoistnych na tym obszarze wypływów solanki. Roztwór gromadzono i oczyszczano, by następnie poddać go warzeniu (gotowaniu). Początki eksploatacji sięgają epoki środkowego neolitu (3 tys. lat p.n.e.). Dokumentują to liczne znaleziska archeologiczne, z badań prowadzonych po II wojnie światowej. Większość odkryć jest zasługą pracowników naukowych Muzeum Żup Krakowskich. Odkryto prehistoryczne instalacje służące do odparowywania solanki. Na wielkich paleniskach ustawiano kilka, potem kilkanaście naczyń glinianych o wydłużonym kształcie, które zawierały roztwór naturalnie nasycony. Proces podgrzewania pozwalał osiągnąć najpierw gęsty roztwór, z czasem zaś zestaloną masę o dużej zawartości soli jadalnej (NaCl).
Eksploatacja źródeł solankowych trwała 3–4 tysiąclecia, do czasu ustania naturalnych, obfitych wypływów. Na przełomie XII i XIII wieku rozpoczęto drążenie głębszych studni. Pierwszy szyb umożliwiający pozyskiwanie soli kamiennej zgłębiono w położonej na wschód od Wieliczki – Bochni. Niebawem także w Wieliczce natrafiono na płytko zalegające złoża soli. Studnie zamieniły się w szyby, czyli drogi pionowej komunikacji z biegnącymi poziomo chodnikami i wyrobiskami.
Wyróżniano co najmniej trzy typy wydobywanej soli kamiennej:
- sól zielona – nieprzezroczysta z uwagi na 6-7% zanieczyszczenie iłami,
- sól spiżowa – krystaliczna, ale zanieczyszczona piaskiem,
- sól szybik – najlepszej jakości, przezroczysta, w dużych kryształach.

W latach 70. XIX wieku była uznawana za najwydajniejszą kopalnię soli na świecie. Wydobywano wówczas do 500 000 tunów soli, przy cenie około 20 guldenów (10 USD) za tun. Według doniesień reportera Scientific American, kopalnia miała siedem poziomów, sięgających 240–300 metrów głębokości. Zarobki wynosiły od 30 krajcarów do 1 guldena dziennie. Pracownicy chętnie przyjmowali napiwki od zwiedzających. W kopalni pracowało wówczas około 500 koni, najczęściej dożywotnio.

## Opieka nad górnikami
W 1289 roku książę Henryk IV Probus nakazał zbudować w Wieliczce łaźnię, która pełniła także funkcję miejsca pracy cyrulików oferujących m.in. proste zabiegi chirurgiczne, a także miejsca pomocy ofiarom wypadków oraz wdowom i sierotom po górnikach. W 1363 roku król Kazimierz III Wielki ufundował przy kopalni szpital prowadzony przez zakon św. Ducha (por. historia szpitalnictwa). W 1697 roku posadę cyrulika kopalnianego po raz pierwszy w Polsce objęła kobieta, Magdalena Bendzisławska.

## Charakterystyka kopalni

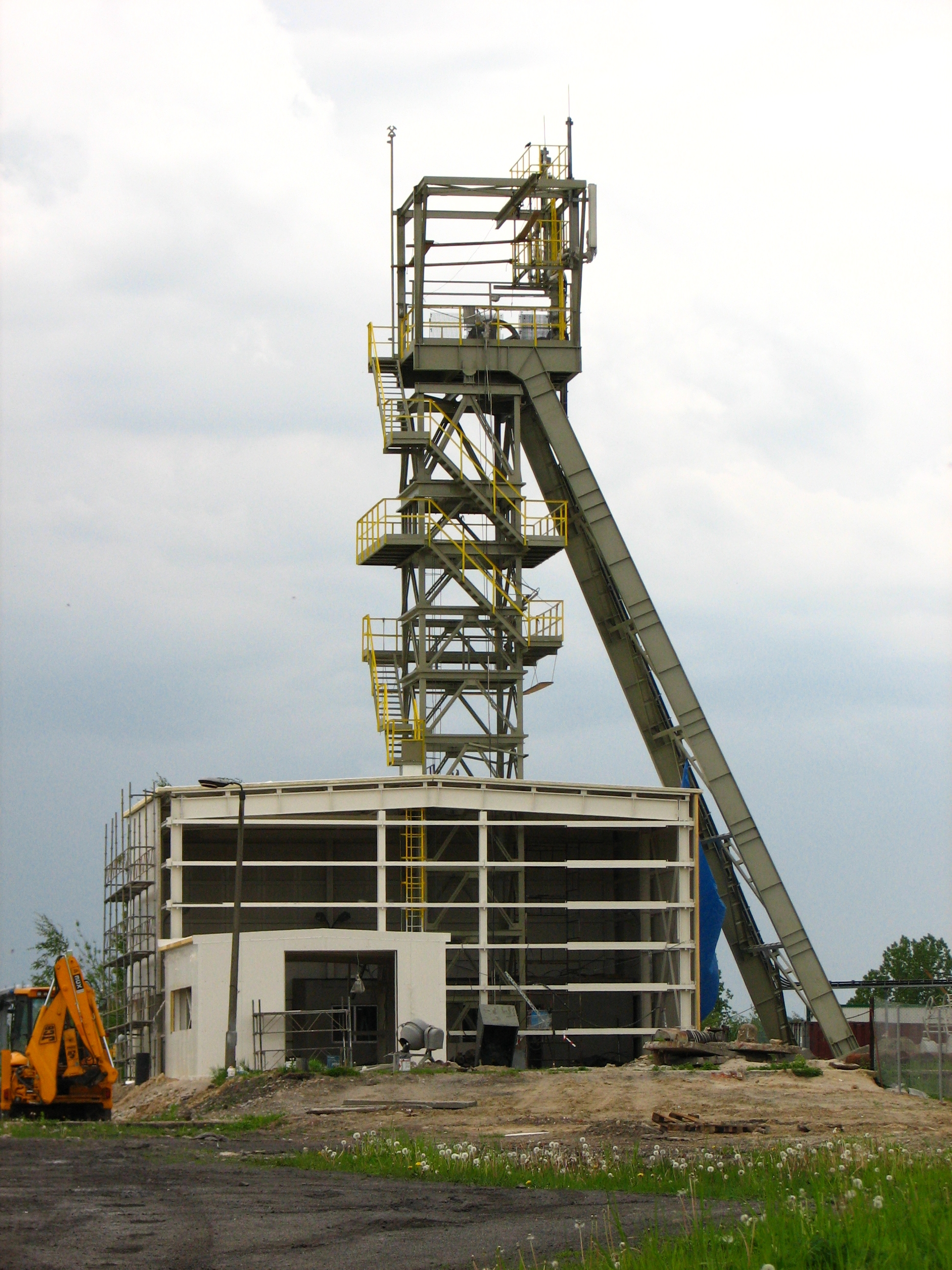
Wieża wyciągowa szybu Kościuszko (2008)

Kopalnia Wieliczka liczy 9 poziomów, z których pierwszy – poziom Bono – sięga na głębokość 64 metrów, zaś ostatni leży 327 metrów pod powierzchnią ziemi. Łączna długość chodników łączących około 3000 wyrobisk (chodników, pochylni, komór eksploatacyjnych, jezior, szybów, szybików) przekracza 300 km. Kubatura zespołu wyrobisk to ok. 7,5 mln m³.
Kopalnię cechuje unikatowy mikroklimat, na który składa się – obok dużej wilgotności i zawartości chlorku sodu – stała temperatura (ok. 14–16 °C), ciśnienie, jonizacja i wysoka zawartość w powietrzu potasu, magnezu i wapnia. Sprzyja on prowadzonym na głębokości 135 metrów, w komorze Jezioro Wessel, turnusom rehabilitacyjnym dla osób ze schorzeniami górnych dróg oddechowych.
W kopalni powstało w roku 1951 Muzeum Żup Krakowskich. Jego założycielem i długoletnim dyrektorem był profesor Alfons Długosz. Żupa Krakowska (czyli kopalnie: wielicka i bocheńska) to jedyne obiekty górnicze na świecie czynne bez przerwy od średniowiecza do chwili obecnej, pozwalające prześledzić rozwój wydobycia soli twardej oraz solanki w poszczególnych epokach historycznych.
Najstarszą zlokalizowaną dziś częścią kopalni wielickiej, w której odbywało się wydobywanie soli kamiennej metodami mechanicznymi, jest otoczenie szybu Goryszowski, pochodzące z drugiej połowy XIII w.

## Trasa Turystyczna
Podziemna Trasa Turystyczna wielickiej kopalni powstała na przełomie XVIII i XIX wieku. Około miliona turystów rocznie zwiedza ok. 3 km trasy składającej się z 20 komór, położonych na głębokościach od 64 do 135 metrów (poziomy I – III). Na trasie jest do pokonania ok. 800 schodów. Część trasy przystosowana jest dla wózków inwalidzkich. Zwiedzanie trwa ok. 2–3 godziny. Na oficjalnej stronie internetowej zabytku można skorzystać z wirtualnego spaceru po obiekcie.

### Komora Mikołaja Kopernika
Komora powstała przed 1785 rokiem dzięki eksploatacji brył soli zielonej. Znajduje się w niej rzeźba solna przedstawiająca Mikołaja Kopernika, który najprawdopodobniej był gościem wielickiej kopalni. Dzieło to stworzył Władysław Hapek w 1973 roku, upamiętniając 500-lecie urodzin astronoma.

### Kaplica św. Antoniego
Najstarsza z zachowanych podziemnych kaplic poświęcona została w 1698 roku. Wykonano ją w stylu barokowym, składa się z prezbiterium, nawy i przedsionka zawierającego, ze względu na szczupłość miejsca, ambonę.
Prezbiterium przykrywa sklepienie kolebkowe, nawę zaś krzyżowe. Przedsionek, łączący się z chodnikiem, posiada sklepienie płaskie. Kaplica jest, jak na warunki podziemia, stosunkowo duża: dł. – 7,5 m, szer. – 6 m, wys. 5,5 m.
Pomiędzy nawą a przedsionkiem znajduje się podparty kolumnami łukowy portal. Z kolei pomiędzy nawą a prezbiterium dostrzec można arkadę filarową z łukiem zdobionym motywem podkowy. Drewniana nastawa ołtarzowa wypełnia praktycznie całe prezbiterium. Pierwotnie w centralnej wnęce trójdzielnego ołtarza stała figura patrona kaplicy – św. Antoniego, obecnie jest tam drewniany krucyfiks (przed nim, wykonane znacznie później, figury Madonny z Dzieciątkiem i św. Antoniego). U stóp ołtarza solne figury dwóch klęczących zakonników (prawdopodobnie franciszkanów). W skrzydłach ołtarza figury św. Stanisława biskupa i św. Klemensa papieża (ten ostatni, patron górników, jest także patronem parafii wielickiej). Prawej stronie ołtarza towarzyszy rzeźbione wyobrażenie Męki Pańskiej z klęczącymi świętymi: Marią Magdaleną i Janem. We wnęce z lewej strony ołtarza pyszniła się przez dwa stulecia, wykonana z najczystszej soli spiżowej figura Augusta II Wettina (Mocnego), obecnie prawie całkiem wyługowana.
Nawa posiada dwa ołtarze boczne: św. Piotra z Alcantary oraz św. Kazimierza królewicza. Przedsionek zdobią postacie świętych: Franciszka i Dominika, przy czym figury Piotra i Pawła flankują ambonę, zwieńczoną ponadto gołębicą, symbolizującą Ducha Świętego.

### Komora Janowice

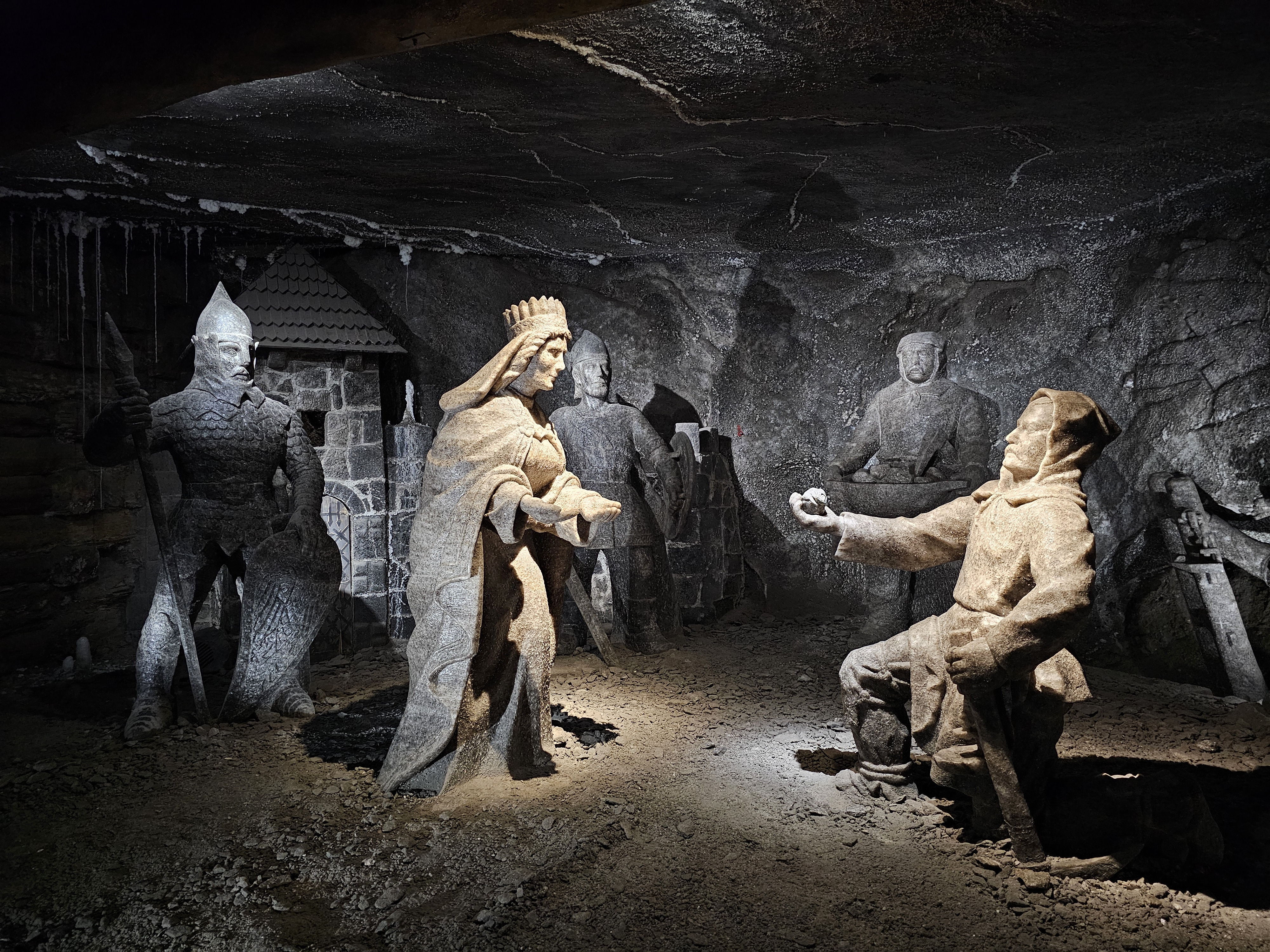
Komora Janowice

Komora powstała w XVII wieku. Obecnie w jej wnętrzu znajduje się grupa figur ilustrujących polską legendę, opowiadającą o pochodzeniu podkrakowskiego złoża solnego. Sól kamienną w Wieliczce zaczęto wydobywać z końcem wieku XIII podczas panowania w Krakowie księcia Bolesława Wstydliwego i jego żony świętej Kingi. Według legendy, zanim Kinga przybyła z Węgier do stolicy Polski, chciała podarować nowej ojczyźnie wyjątkowy prezent. Dowiedziawszy się, że w Polsce nie wydobywa się soli kamiennej, poprosiła swego ojca, króla Belę IV o jedną z węgierskich kopalń soli. Król przychylił się do prośby córki.

### Komora Sielec
W tej komorze zgromadzono zrekonstruowane urządzenia służące do poziomego transportu soli, m.in. wózek zw. psem węgierskim i sanie zwane szlafami.

### Komora Kazimierza III Wielkiego
Komora zawdzięcza swą nazwę królowi Kazimierzowi III Wielkiemu, twórcy statutu żup krakowskich. Nazwę komorze nadano w 1968 roku w sześćsetną rocznicę wydania statutu. W tym roku również górnik rzeźbiarz Władysław Hapek wykonał w soli popiersie króla. W tym miejscu znajduje się kierat konny typu saskiego – oryginalna maszyna z XVIII wieku służąca do transportu pionowego. Pracę kieratu przedstawia model.

### Komora Pieskowa Skała
Komora powstała około 1669 roku. Łączy poziom I z II wyższym im. Braci Markowskich, położonym 90 metrów pod ziemią.
W komorze wyeksponowano inne urządzenie służące do transportu pionowego – krzyż ręczny. Na spągu komory zachowały się również fragmenty starych schodów wykutych w skale solnej, używanych przez tragarzy zwanych nosiczami, których praca została przedstawiona w jednej z kawern. W innej części komory znajdują się trzy krasnoludki wykonane na początku XX wieku przez górnika-rzeźbiarza Józefa Markowskiego. Schodami komory dochodzi się do poprzeczni Kunegunda, w której zachowały się rynny służące do odwadniania kopalni. W tym miejscu zrekonstruowano również XVI-wieczną pompę. Urządzenie zwano paternoster, gdyż było podobne do różańca – składało się z rury drewnianej, przez którą przesuwany był łańcuch ze skórzanymi słupami.

### Podszybie Kunegunda
Podszybie powstałe ok. roku 1829 łączy komorę Kazimierza Wielkiego z poziomem II wyższym. Można w niej zaobserwować liczne formy wtórnej krystalizacji soli: stalaktyty, stalagmity. Znajdują się tam także liczne figurki krasnoludków w pozach dawnych górników np. nosiczy czy wozaków.

### Kaplica św. Krzyża
Jest to przykład kaplicy wędrownej, której wyposażenie mogło być przez górników przenoszone do innych komór, które znajdowały się bliżej ich miejsca pracy. Komora, w której umieszczono kaplicę, pochodzi z XIX wieku. W jej wnętrzu znajdują się dwie pochodzące z XVII wieku barokowe figury drewniane. W ołtarzu głównym rzeźba przedstawiająca ukrzyżowanego Chrystusa, a po przeciwnej stronie kaplicy – Matki Boskiej Zwycięskiej. W pobliżu ołtarza znajdują się dwie mocno zniszczone figury mnichów.

### Kaplica św. Kingi

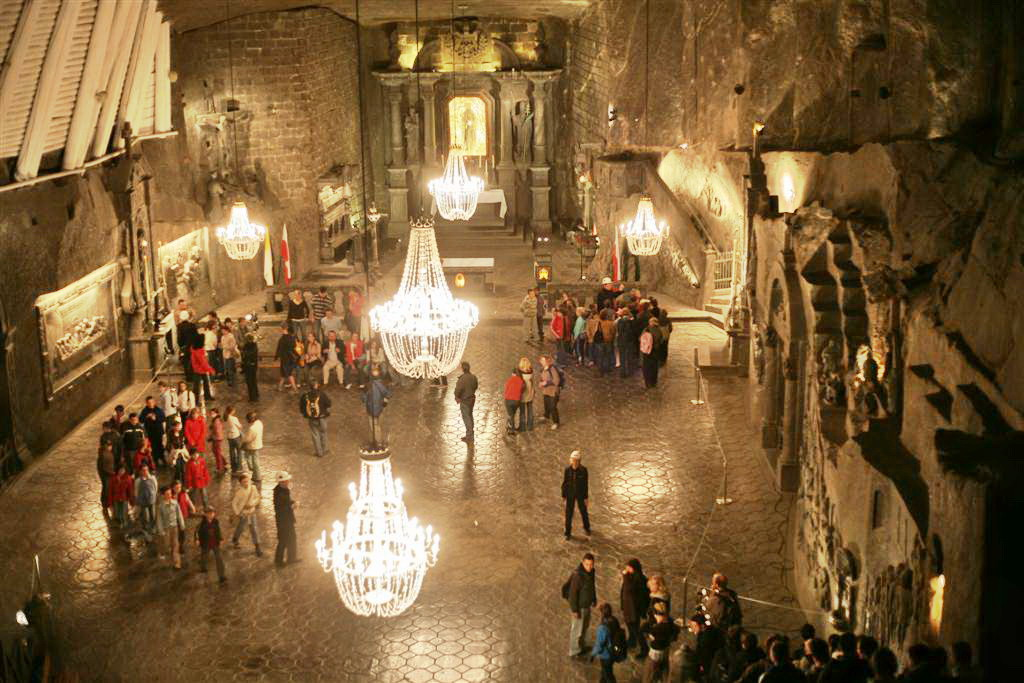
Kaplica św. Kingi

W kaplicy św. Kingi znajdują się relikwie św. Kingi; jest to podziemna świątynia, o wymiarach ok. 54 m długości, ok. 18 m szerokości i ok. 12 m wysokości. Kaplica znajduje się 101 metrów pod ziemią i jest jedną z największych atrakcji wielickiej kopalni. Posadzka jest wyrzeźbiona w jednolitej solnej bryle, a żyrandole sporządzone są z solnych kryształów. W kaplicy znajdują się płaskorzeźby ilustrujące wydarzenia z kart Nowego Testamentu (m.in. Ucieczka do Egiptu, Dwunastoletni Chrystus nauczający w świątyni, Ostatnia Wieczerza) i bożonarodzeniowa szopka. Ołtarz główny dłuta górnika Józefa Markowskiego składa się z rzeźby głównej – św. Kingi oraz dwóch bocznych – św. Józefa oraz św. Klemensa. Od 1999 roku w kaplicy znajduje się solny pomnik Jana Pawła II, dłuta górnika rzeźbiarza Stanisława Anioła.

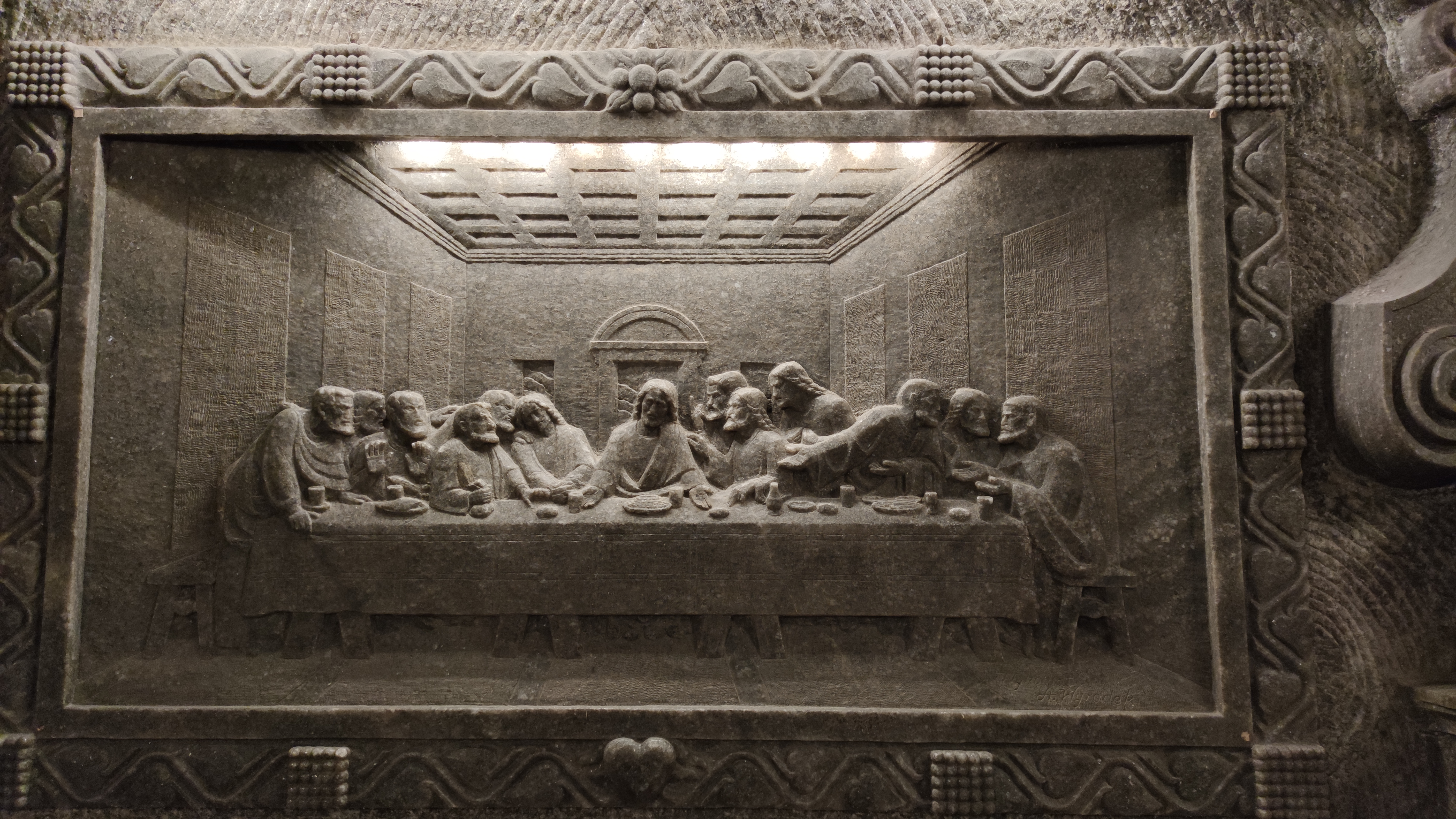
„Ostatnia wieczerza”, wykonana przez górnika-artystę Antoniego Wyrodka, płaskorzeźba

W kaplicy odbywają się msze święte z okazji imienin patronki św. Kingi oraz św. Barbary, a także pasterki. Z uwagi na doskonałą akustykę w kaplicy odbywają się również koncerty np. Blackmore’s Night czy koncert Nigela Kennedy’ego.

### Komora Weimar

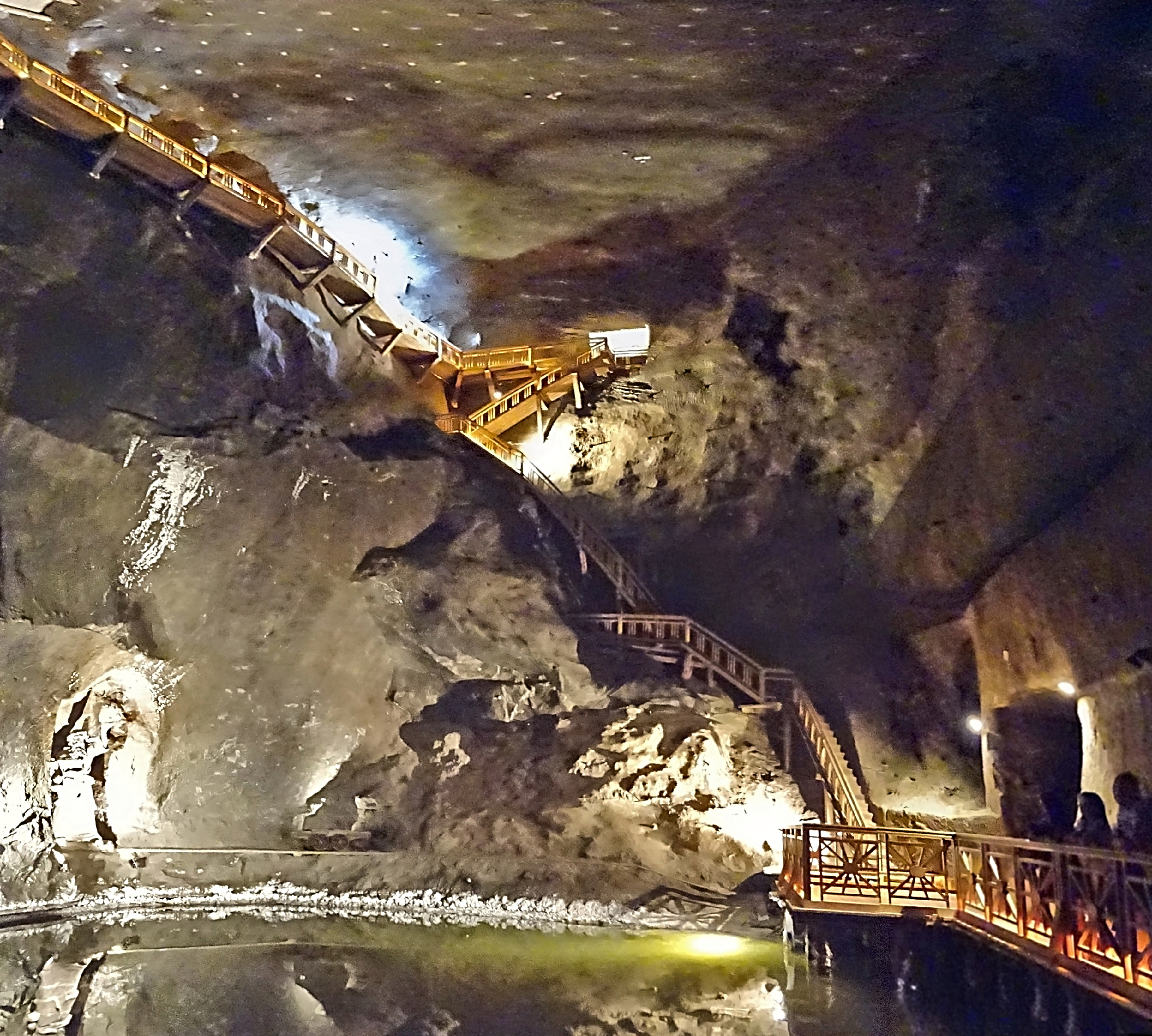
Komora Weimar

Nazwana na cześć miejsca zamieszkania Johanna Wolfganga Goethego, jednego z pierwszych gości wielickiej kopalni, którego figura znajduje się u wejścia do komory. Komora powstała w początkach XX wieku, po wyeksploatowaniu bryły soli zielonej metodą mechaniczną. Bryłę soli wybierano od góry. Efektywność pracy osiągano przez zastosowanie strzelania prochem, a następnie oczyszczania bocznych ociosów. Wewnątrz komory znajduje się figura Skarbnika – dobrego ducha kopalni oraz wagonik z solą, które to elementy zdobiły stanowisko kopalni na wystawie Expo 2000 w Hanowerze.
Widoczny pod stropem wyrobiska wylot chodnika jest fragmentem ciągu wentylacyjnego. W latach 60. XX wieku dół komory zalano solanką, tworząc jeziorko. Wybudowano również pomost widokowy, galerie i schody.

### Komora Wessla
Wielicka kopalnia soli pełni również funkcje sanatoryjne, gdyż klimat panujący w kopalni jest szczególnie korzystny przy leczeniu schorzeń górnych dróg oddechowych, astmy i alergii. W 1997 roku w komorze Teodora Wessla na III poziomie (135 m głębokości) otwarto Podziemny Ośrodek Rehabilitacyjno-Leczniczy. Dzięki prowadzonej w nim aktywnej rehabilitacji, pacjenci wdychając powietrze bogate w chlorek sodu, wapnia i magnezu, skutecznie eliminują niektóre schorzenia cywilizacyjne.

### Komora Michałowice

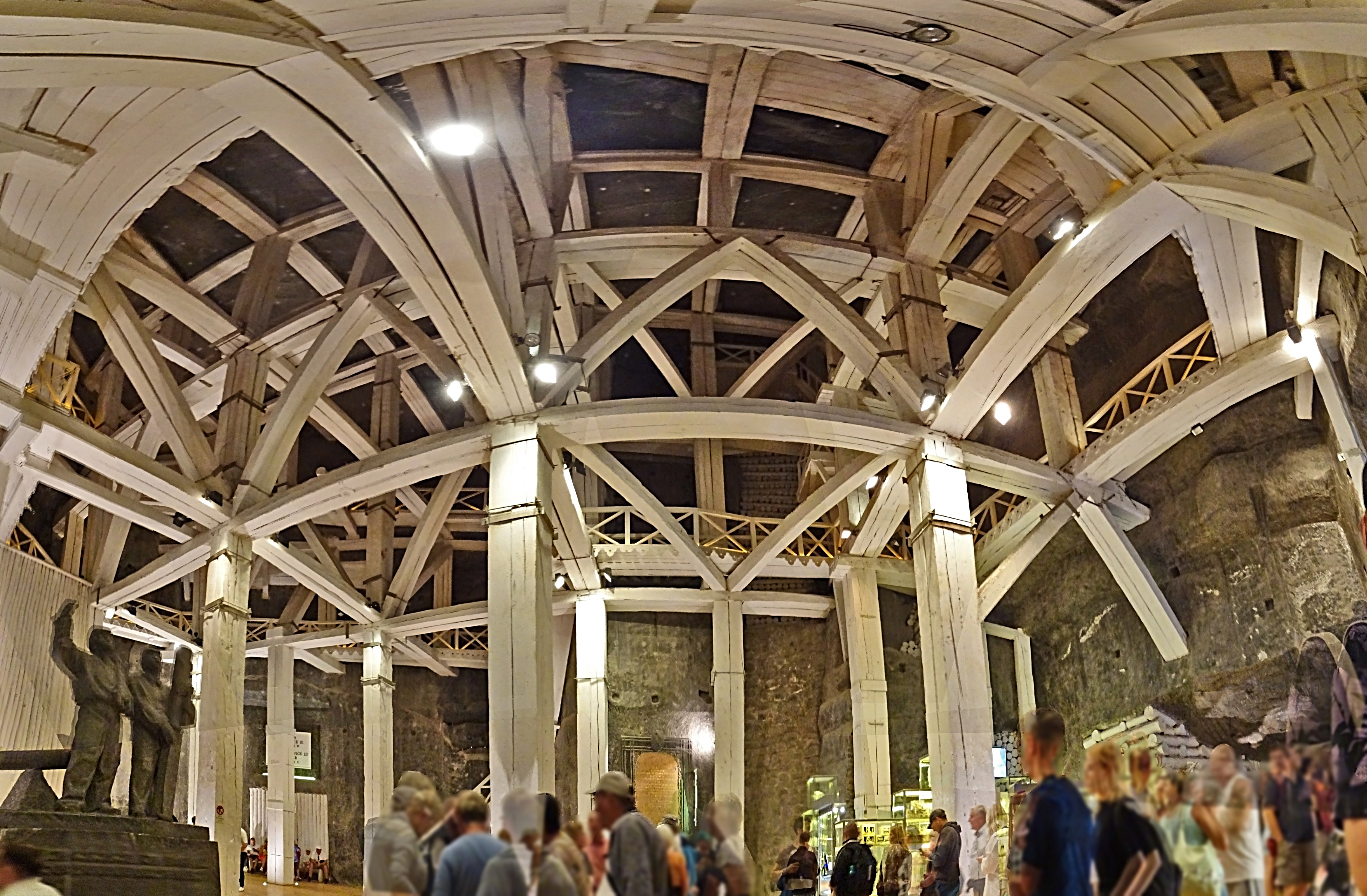
Panorama komory Michałowice

Ma 35 metrów wysokości, a jej eksploatacja trwała prawie 100 lat. Jej rozmiary od początku istnienia wymuszały budowę specjalnych zabezpieczeń, na które składały się kaszty oraz mury z kostki solnej. W latach 70. XIX wieku wzniesiono dodatkowo dwa filary wiązkowe.

### Komora Drozdowice
Komora rozmiarami jedynie niewiele ustępuje sąsiednim Michałowicom, pochodzi z przełomu XVII i XVIII wieku. Na początku XX wieku komorę zabezpieczono kasztem oraz dwukondygnacyjną konstrukcją. Obecnie w komorze Drozdowice odbywają się wystawy, bankiety oraz koncerty.

### Komora Józefa Piłsudskiego

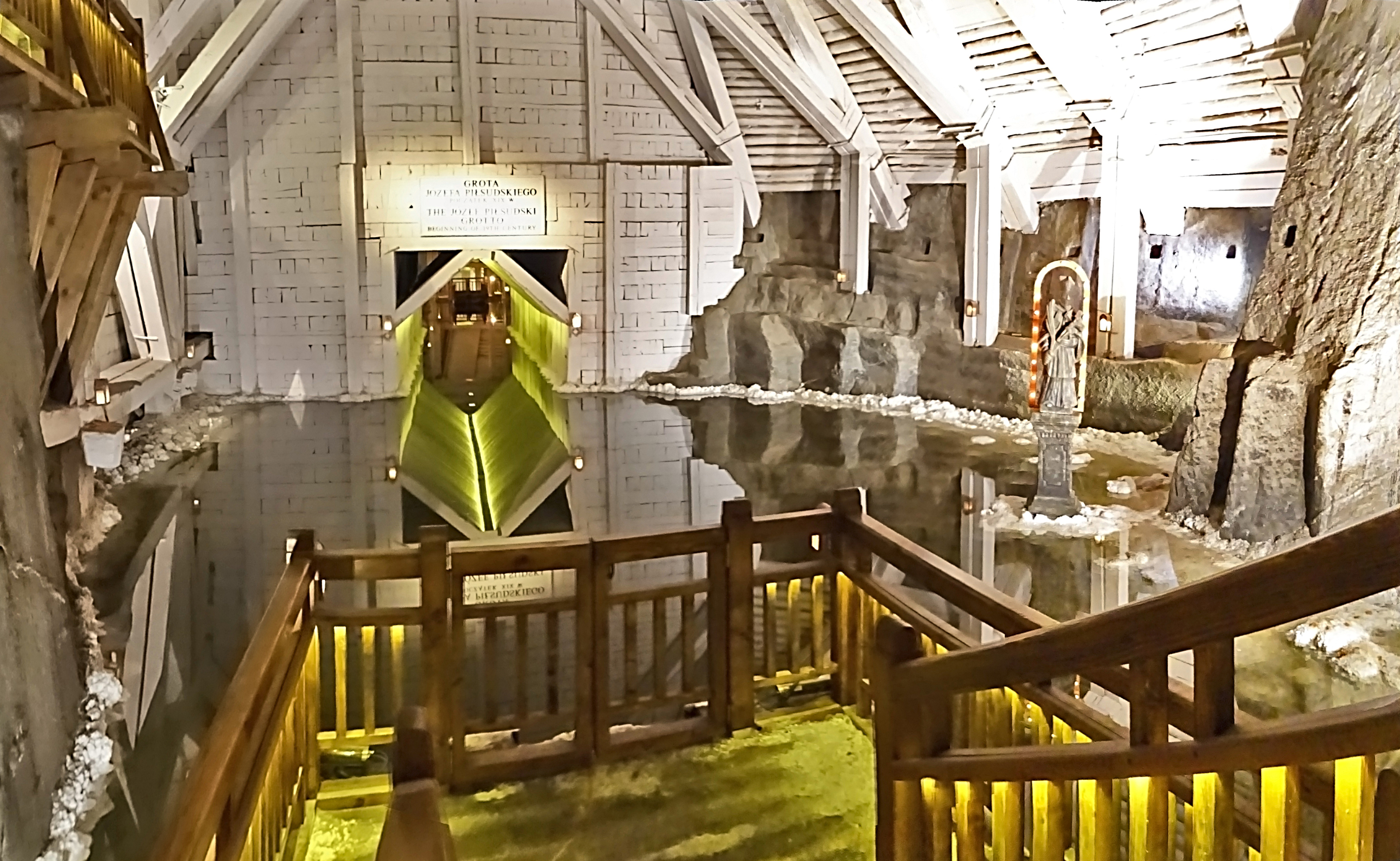
Rzeźba św. Jana Nepomuca w Grocie Bliźniaczej (Komora Józefa Piłsudskiego)

Komora poświęcona Józefowi Piłsudskiemu powstała w XIX wieku. Dzieli się ona na dwa wyrobiska połączone tunelem. W związku z tym, że dno zalane było solanką, turyści mogli przemieszczać się przez tunel tratwą. W XIX wieku nad brzegiem jeziora ustawiono rzeźbę przedstawiającą patrona tonących św. Jana Nepomucena. Od 1997 roku w komorze znajduje się pomnik Marszałka Polski, autorstwa Stanisława Anioła.

### Komora Stanisława Staszica

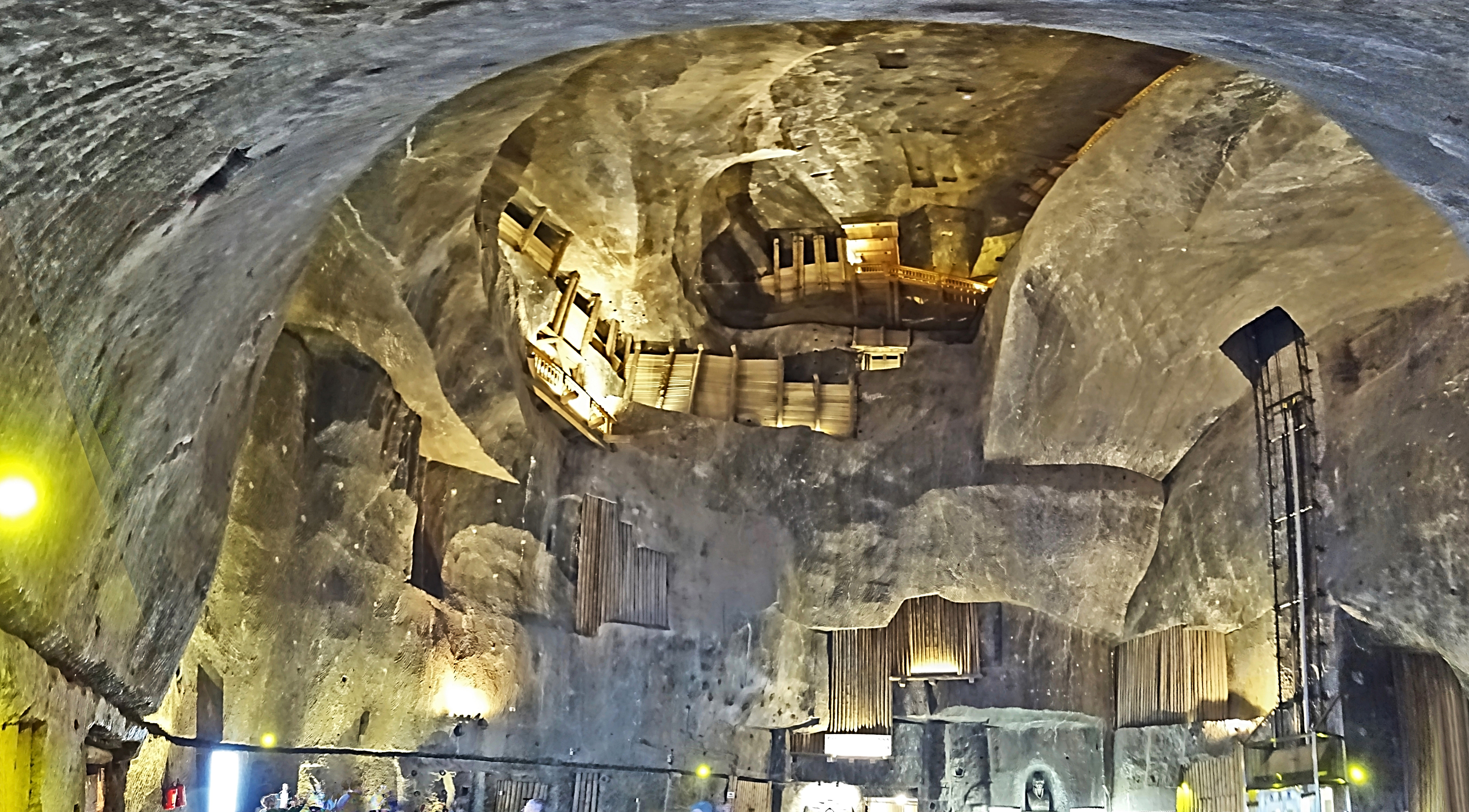
Panorama komory Stanisława Staszica

Ta najwyższa komora (50 m), powstała na przełomie XIX i XX wieku.
W latach II wojny światowej było to miejsce planowanej hitlerowskiej montażowni samolotów. Niemcy wycofali się jednak z tego pomysłu w obawie przed postępami wojsk sowieckich. W komorze znajduje się także popiersie Stanisława Staszica – pioniera przemysłowego wykorzystywania kopalin w Polsce.

### Skarbnik
W miejscu tym znajduje się podobizna władcy podziemi wielickich zasłaniającego swą postacią zawalający się chodnik. Od wieków wierzono w dobrego ducha kopalni – Skarbnika, który ostrzegał górników przed niebezpieczeństwem. Wyrobisko powstało w roku 1968, w wyniku poszerzenia poprzeczni Poniatowski.

### Komora Witolda Budryka
Wykonana w soli spiżowej komora powstała w czasach austriackich metodą wrębu ręcznego i strzelania. Oglądać można zabezpieczenia w postaci kasztów oraz organów. Została nazwana imieniem Witolda Budryka, profesora Akademii Górniczo-Hutniczej w Krakowie, będącego specjalistą w dziedzinie wentylacji i zabezpieczenia przeciwpożarowego kopalń.

### Komora Warszawa
Komora przeznaczona do celów rozrywkowych, ze względu na rozmiar (długość 54 m szerokość 17 m, wysokość 9 m). Odbywają się w niej uroczystości górnicze, zawody i imprezy sportowe, koncerty muzyczne, a także bale. Powstała na przełomie XIX i XX wieku w wyniku eksploatacji w pokładzie soli spiżowej, w ilości ok. 20 tys. ton. W 2003 roku w komorze zainstalowano nowe szklane żyrandole. Jej ozdobą jest pomnik górników wykonany w bryle soli w roku 1961.

### Komora Wisła
Do powstania komory doszło na skutek poszerzenia podłużni Wisła w celu wybrania soli spiżowej w XIX wieku.

### Pochylnia Prinzinger
Łączące podłużnię Wisła na międzypoziomie Kazanów z podłużnią Antonia na poziomie III wyrobisko powstało pod koniec XIX wieku. Drewniane schody wykonano w czasie I wojny światowej. Na poziomie III widnieje tablica upamiętniająca sprowadzenie na Wawel prochów Juliusza Słowackiego, poety którego nazwę nosi poziom trzeci kopalni.

### Komora Haluszki
Znajduje się w miejscu wybrania soli zielonej, widać w niej liczne ślady robót górniczych. Nazwa komory upamiętnia Jana Haluszkę, radcę i starostę górniczego Saliny wielickiej w okresie zarządu austriackiego. Komora jest niedostępna dla zwiedzających, jednak organizowane są w niej koncerty oraz uroczyste spotkania.

### Komora Izabela
Usytuowana w części centralnej złoża komora posiada ciekawą budowę geologiczną. Na ociosach widoczne jest zaleganie pokładu o upadzie w kierunku południowym potwierdzającego teorię o wpływie ruchu górotwórczego Karpat na wielickie złoże. Powstała na skutek eksploatacji soli szybikowej złoża pokładowego.

### Kaplica św. Jana
Kaplica św. Jana (zwana również kaplicą św. Krzyża) pierwotnie mieściła się w komorze Lipowiec, na I poziomie kopalni. Uważana jest za najpiękniejszą w kopalni kaplicę o drewnianym wyposażeniu. Polichromowana nisza kaplicy o kolebkowym sklepieniu wyposażona jest w ołtarz z krucyfiksem. Jego tło stanowi wielokolorowy widok Jerozolimy. Na sklepieniu przedstawiona została Trójca Święta na tle błękitnego nieba. Najcenniejszym zabytkiem kaplicy jest figura Chrystusa Ukrzyżowanego z XVIII wieku.

## Muzeum Żup Krakowskich
W wielickiej kopalni oprócz trasy turystycznej można odwiedzić również podziemną ekspozycję Muzeum Żup Krakowskich usytuowaną na III poziomie na głębokości 135 metrów. Zbiory zebrane w 14 komorach przedstawiają zarówno losy kopalni, narzędzia i urządzenia służące do wydobycia i transportu soli, jak również historię samego miasta.

### Komora Russegger[14]VI

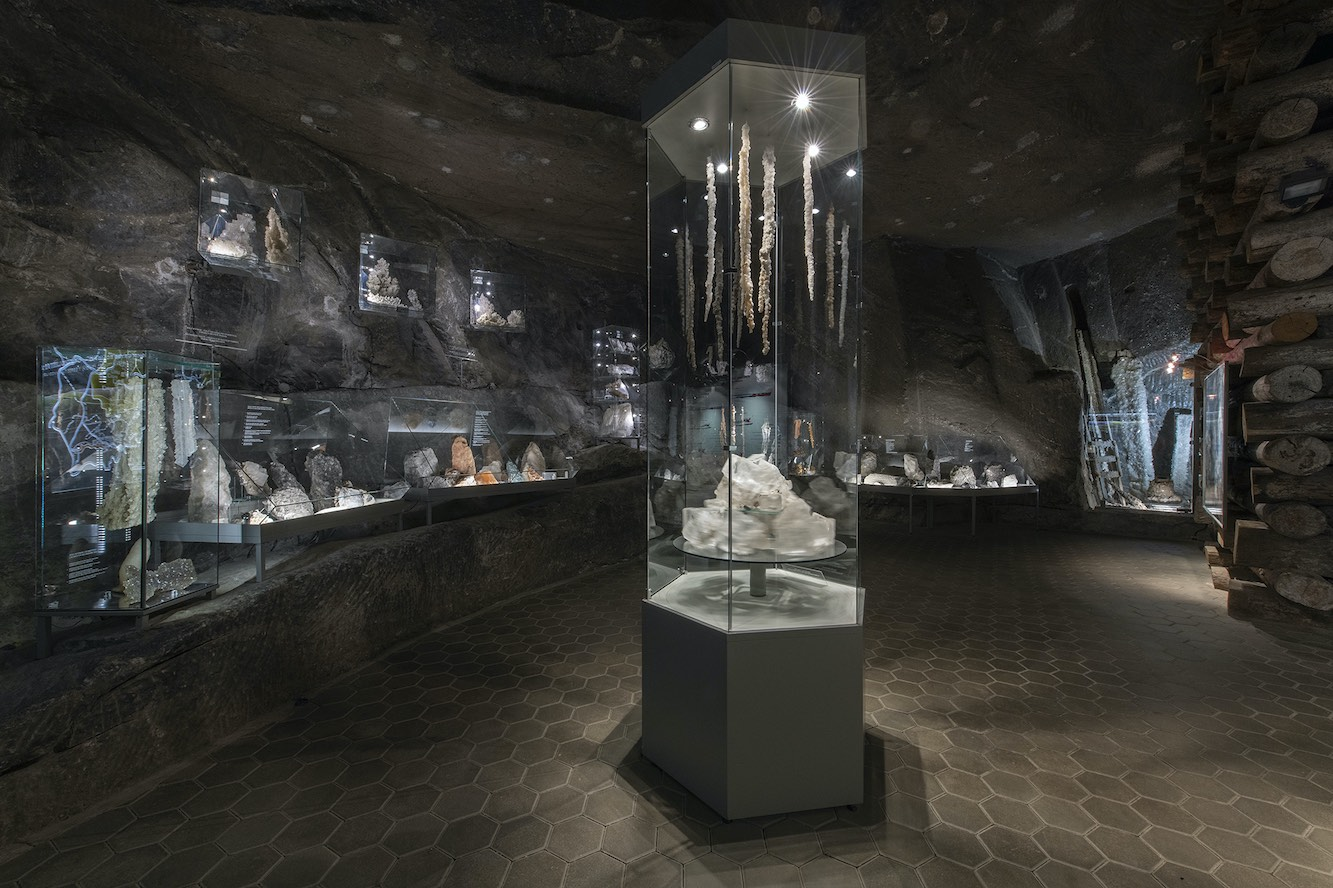
Wystawa ,,Geologia złóż solnych Polski"

W komorze tej można obejrzeć geologię złóż solnych. Na terenie dzisiejszej Wieliczki złoża solne powstały 13,5 mln lat temu. Wówczas obniżenia piętrzących się gór wypełniało morze. Wraz z ociepleniem klimatu morze zaczęło parować i wzdłuż pasma dzisiejszych Karpat pojawiły się złoża solne. Wystawa skupia bogactwo minerałów i skał solnych. Ciekawymi eksponatami są skrystalizowane drewniane przedmioty pozostawione przez górników m.in. konewka i miotła. Na ekspozycji oglądać można również duże przejrzyste monokryształy. Efektywnie prezentują się tzw. choinki solne budowane przez rozrastające się w delikatną sieć płytki, kostki i słupki halitu. Na wystawie zobaczyć można skamieniałe szyszki i korale, zatopione w krysztale halitu włókno trawy - eksponaty świadczące o klimacie w przeszłości, np. o możliwości istnienia łąk w pobliżu morza.

### Komora Russegger V

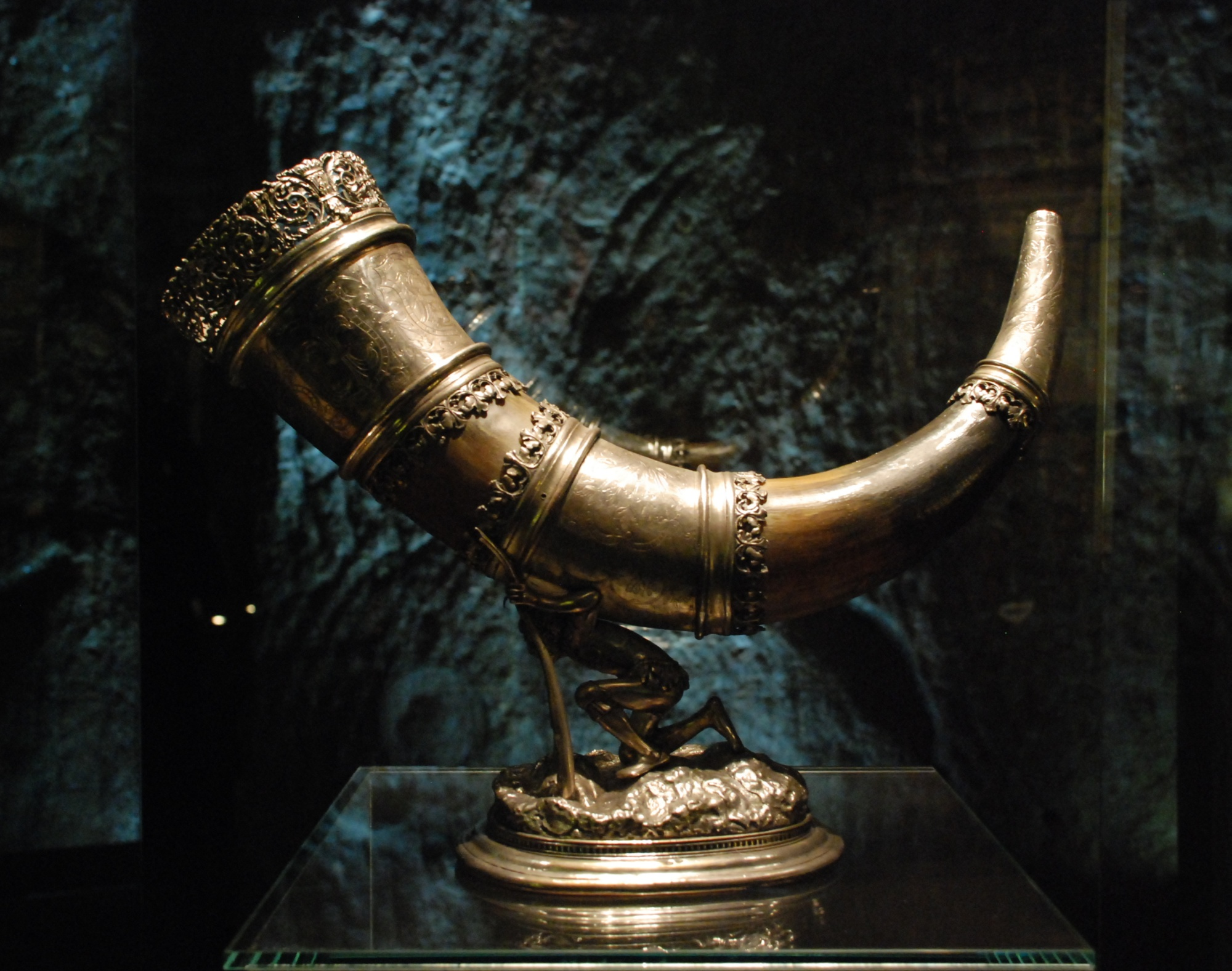
Róg Bractwa Kopaczy

W komorze znajduje się unikatowy wczesnorenesansowy róg Bractwa Kopaczy z 1534 r. ufundowany przez żupnika Seweryna Bonera, a także dzieło Jana Matejki przedstawiające św. Kingę. Na ekspozycję składają się również zabytkowe dokumenty – najstarszy z XIII wieku potwierdza prawo benedyktynów tynieckich do darmowego pobierania soli warzonej. Potwierdzenie uruchomienia wydobycia soli zawiera notatka zapisana na marginesie Rocznika Kapitulnego Krakowskiego (1251 r.) „Sal durum in Bochnia Est repertum, quo nunquam ante fuit” („W Bochni znaleziono sól twardą, której nigdy przedtem nie było”). Ilustracją rozwoju kopalni są dwa miedzioryty z mapami trzech poziomów kopalni i miasta Wieliczki.

### Komora Russegger IV

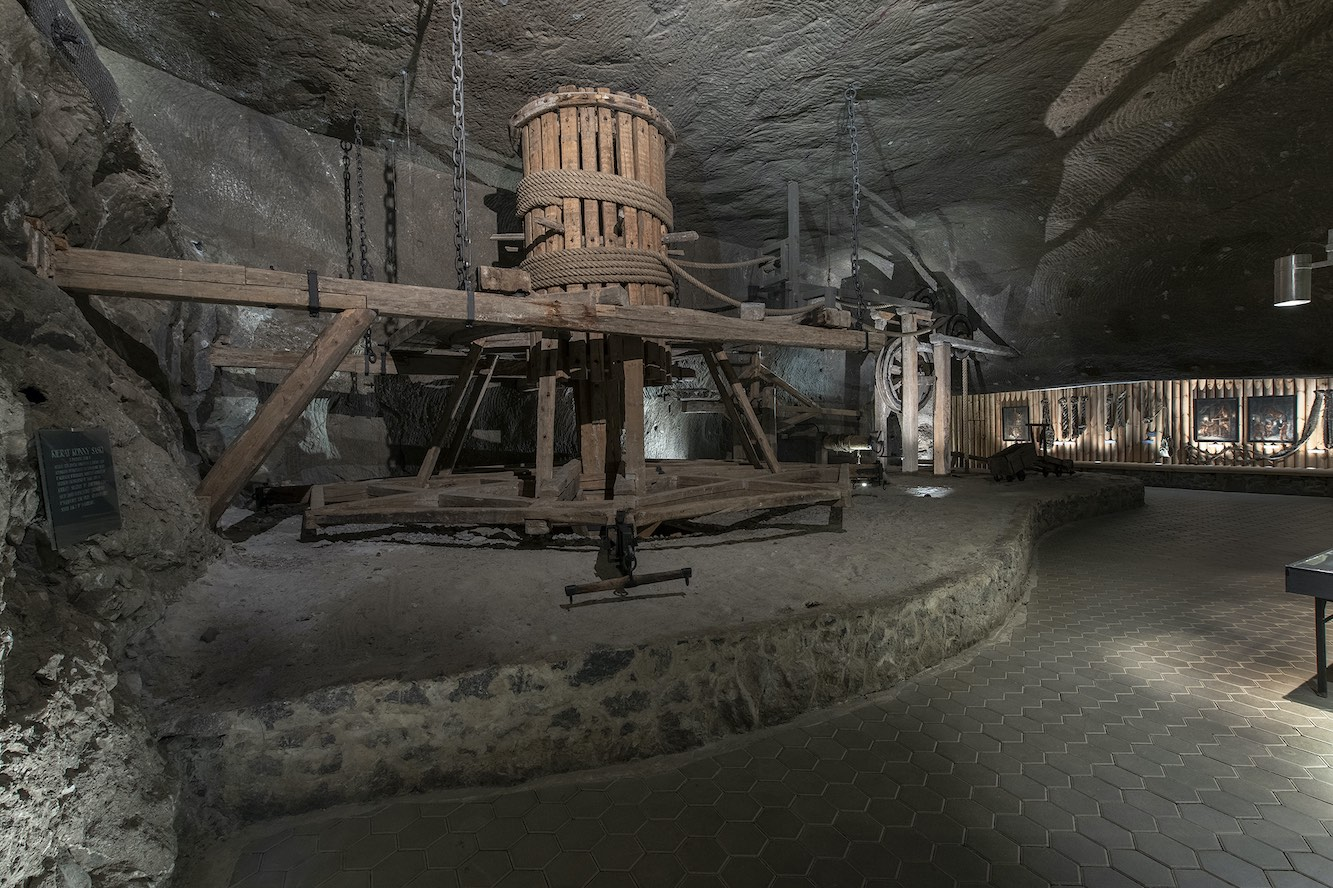
Kierat saski, w tle z wystawą lin z łyka lipowego i rysunkami Alfonsa Długosza

W komorze wyeksponowano urządzenia i sprzęt do transportu pionowego. Dominuje w niej kierat konny (tzw. ,,saski") z XVIII wieku (dawna maszyna wyciągowa). Maszynę poruszały 4 pary koni, wyciągając jednorazowo ładunek o ciężarze od 1,5 do 2 ton. Na przeciwległej stronie znajdują się skrzynie, klatki szybowe oraz wózki do transportu poziomego. Uzupełnieniem są rysunki techniczne kieratów. W głębi komory eksponowane są liny z łyka lipowego. Ściany komory zdobią rysunki Alfonsa Długosza.

### Komora Russegger III
W komorze tej zaprezentowano obiekty związane z warzelnictwem soli i odwadnianiem kopalni. Najstarsze ślady pozyskiwania soli z okolic Wieliczki pochodzą z okresu neolitu (3500 lat p.n.e.). Używano wtedy stożkowych glinianych naczyń do brykietowania soli. Z wczesnego średniowiecza na uwagę zasługują rekonstrukcja urządzeń solankowych z X – XI w. oraz model studni solankowej z żurawiem i odstojnikami. Najmłodszym urządzeniem jest żelazna pompa pneumatyczna z pocz. XX w.

### Komora Russegger II
W komorze wyeksponowano dawne urządzenia i sprzęt górniczy, m.in. drewnianą gaśnicę, cebrzyk na wodę oraz instrukcję przeciwpożarową J.G. Borlacha z 1747 r. W centralnej części znajduje się obraz Jana Matejki przedstawiający zjazd żupnika i góromistrza do płonącej kopalni w 1510 r. Przedstawiono również urządzenia transportowe napędzane siłą ludzkich mięśni: kołowrót korbowo-kołowy, koło z wałem poziomym, koło wyciągowe z hamulcem. Do prostych prac górnicy używali narzędzi z żelaza, kilofków, młotków oraz klinów, był to podstawowy sprzęt, noszony w konopnych torbach. Do końca XIX wieku produkowano sól w formie walców zwanych bałwanami, o wadze od 1100 do ponad 2000 kg, drobną sól jako produkt uboczny pakowano do beczek. Podczas pracy za oświetlenie służyły górnikom lampy – najstarszym paliwem był łój, w początkach XIX zaczęto stosować tańszy olej rzepakowy. Zmieniały się też lampy, początkowo wykonane z gliny, potem z żelaza i metali kolorowych. W XX wieku wprowadzono lampy karbidowe. Współcześnie używa się lamp na akumulatory.

### Szerzyzna

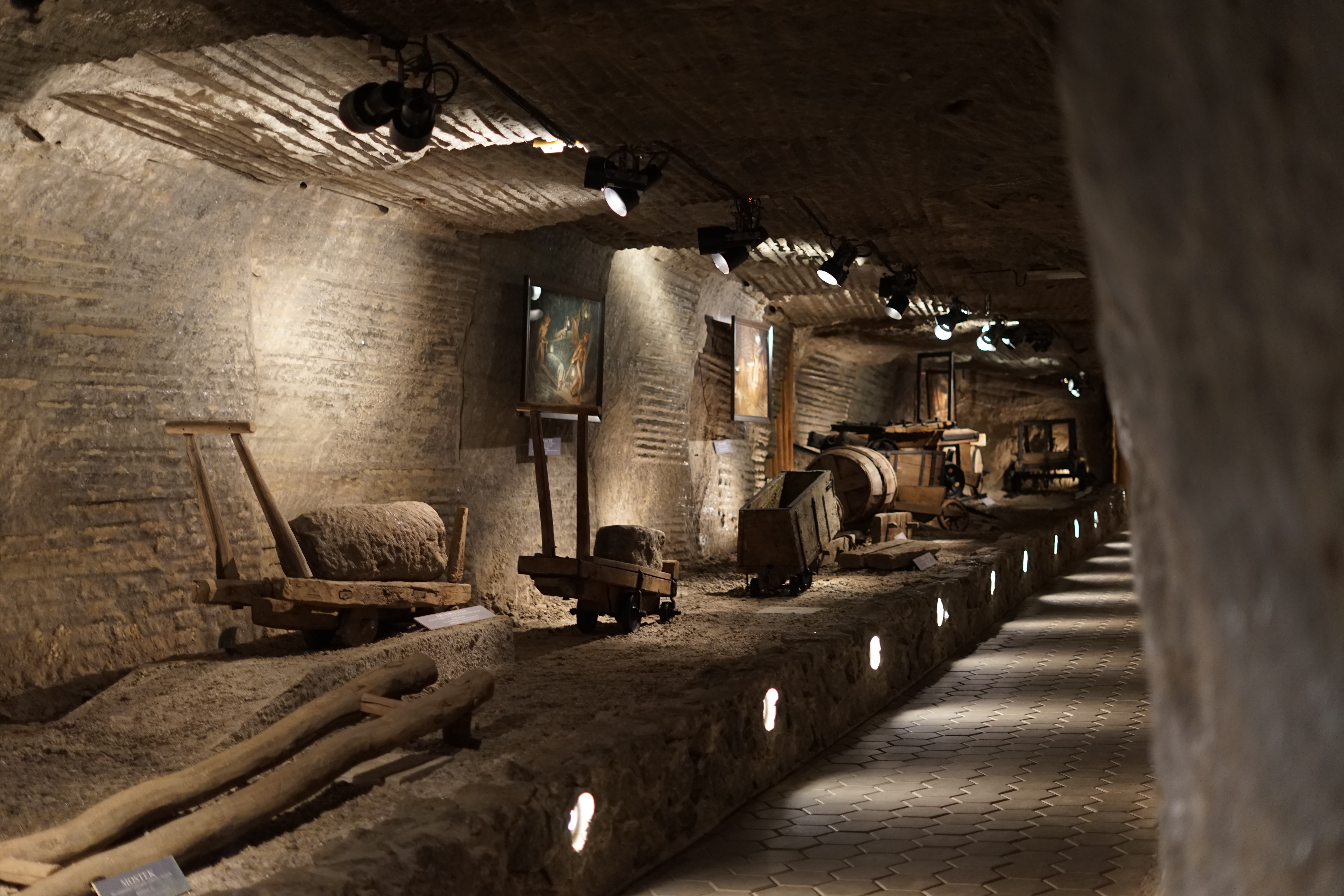
Sprzęt do transportu poziomego

W komorze zaprezentowano sprzęt do transportu poziomego i pochylnianego. Przed wejściem umiejscowiono dwie rzeźby z XX w. św. Barbary i św. Kingi. Eksponaty ukazują ewolucję sprzętu od prostej taczki do lokomotywy.

### Komora Maria Teresa II
W latach 70 XIX w. zaczęto wprowadzać mechanizację urobku soli technikami strzelania, a pod koniec XIX w. wprowadzono ręczne wiertarki – od 1914 napędzane sprężanym powietrzem, a w okresie międzywojennym elektryczne. Ekspozycję uzupełniają urządzenia do transportu pochylnianego. Z lewej części komory można podziwiać portrety wybitnych osób, które odwiedzały kopalnię, m.in. ks. Stanisława Staszica, Johanna Wolfganga von Goethe, Fryderyka Chopina, ks. Karola Wojtyły, znajdują się tam również wizerunki polskich królów i cesarzy państw ościennych, co świadczy o znacznej już wtedy randze kopalni jako atrakcji turystycznej.

### Komora Miejska

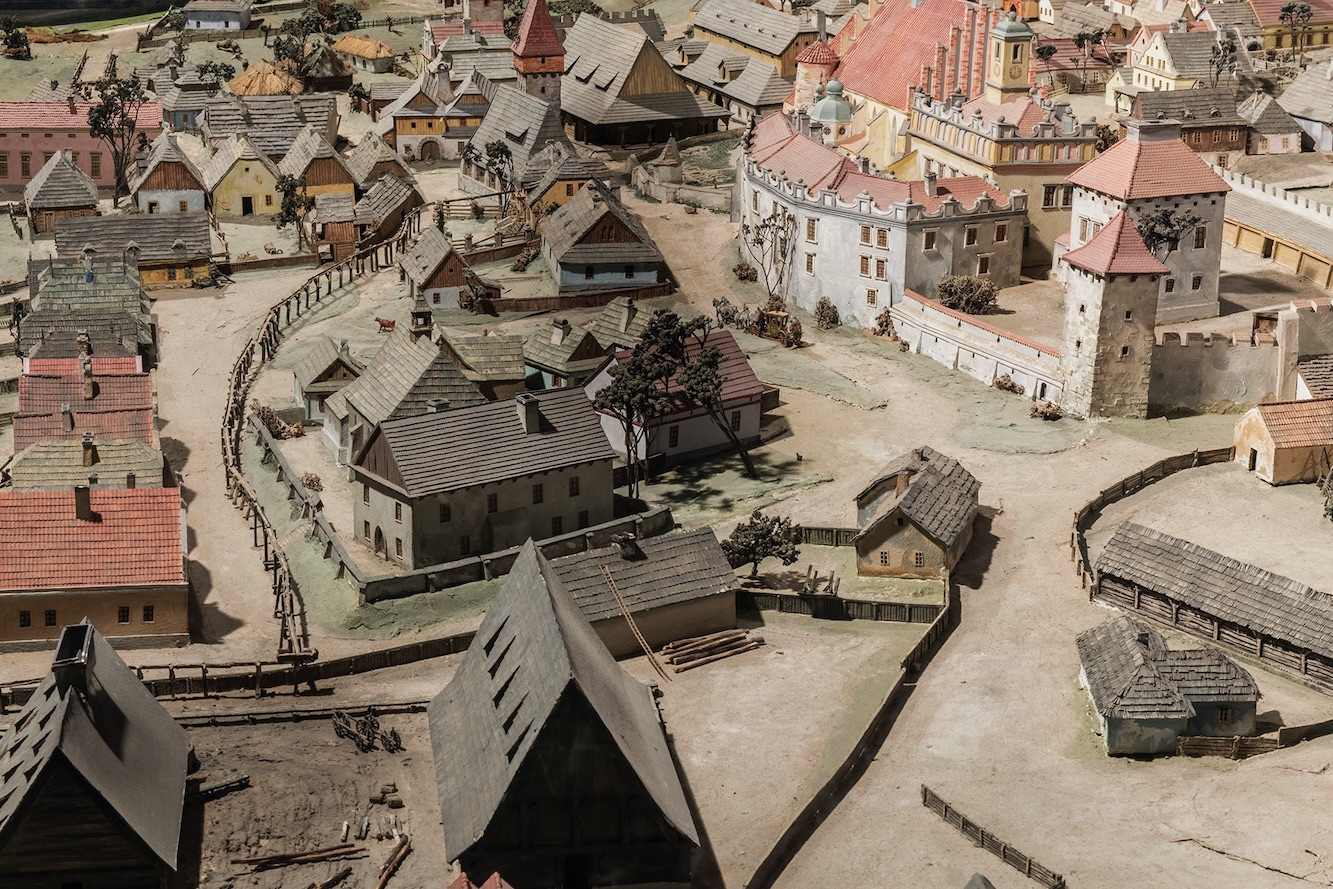
Makieta Wieliczki w skali 1:100

W tej części Muzeum przedstawione są dzieje miasta górniczego Wieliczki od czasów schyłkowego paleolitu do czasów dzisiejszych. Centralne miejsce zajmuje makieta Wieliczki. Poza tym można oglądać narzędzia krzemienne, naczynia gliniane, toporki, kamienie żarnowe. Uwagę zwracają lichtarze przedstawiające górnika i hutnika. Główne miejsce w komorze zajmuje duża, precyzyjnie wykonana makieta Wieliczki w skali 1:100 zrobiona na podstawie planu M. Germana z lat 1631–1638.

### Komora Karol
Ze względów ekonomicznych od 1925 r. transport konny zastępowano elektrycznym. W komorze tej można oglądać lokomotywę elektryczną Siemens z 1950 r. z wagonikiem osobowym (lokomotyw używano również do transportu załogi górniczej).

### Komora Maria Teresa IV
W centralnym miejscu komory znajduje się krzyż konny – prototyp kieratu. Zasady działania urządzenia przedstawiają rysunki z XIX wieku oraz obraz Alfonsa Długosza.

### Komora Maria Teresa III
To jedna ze starszych ekspozycji – powstała w 1966, przedstawiono w niej całość zagadnień solnych związanych z mioceńską formacją solonośną Podkarpacia, okolic Wieliczki i Bochni. Najważniejsze z tych zagadnień to budowa złoża i jego geneza. Pokazano podstawowe odmiany soli z zaznaczeniem podziału na partie bryłową i pokładową złoża. Z nieco głębszych partii części pokładowej wyeksponowano najcenniejszą, najczystszą sól szybikową i sól zieloną bryłową. Bogactwo eksponatów obejmuje także różnorodne formy: nacieki, wykwity przybierające postać stalaktytów, stalagmitów, kolumn, powłok „gąbczastych” choinek i kryształów.

### Komora Modena

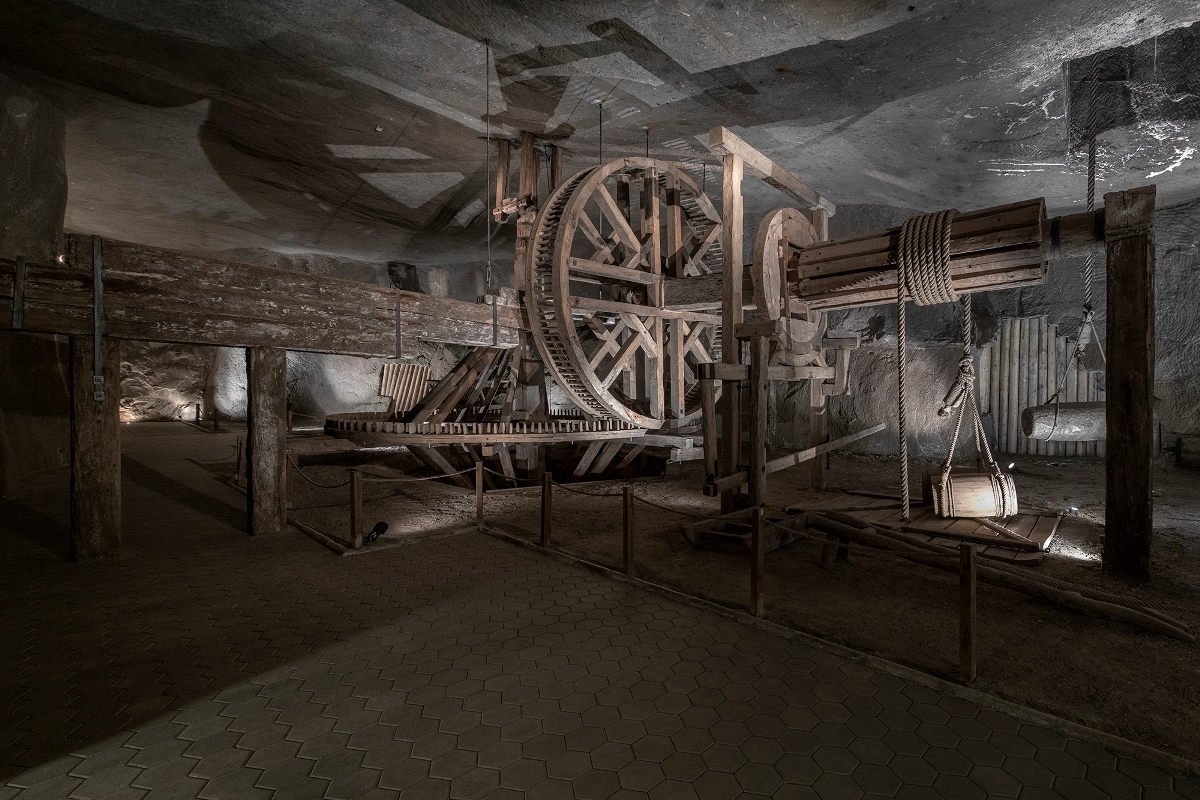
Kierat polski

Eksponowany w komorze kierat, tzw. polski jest najstarszym i jednocześnie największym zachowanym tego typu urządzeniem w muzeum. Podobne kieraty montowano w bocheńskiej i wielickiej kopalni już w XV w., a od XVIII w. montowano je także pod ziemią. W XIX wieku konstrukcje te zastąpiono wydajniejszymi kieratami saskimi i węgierskimi.

### Komora Kraj

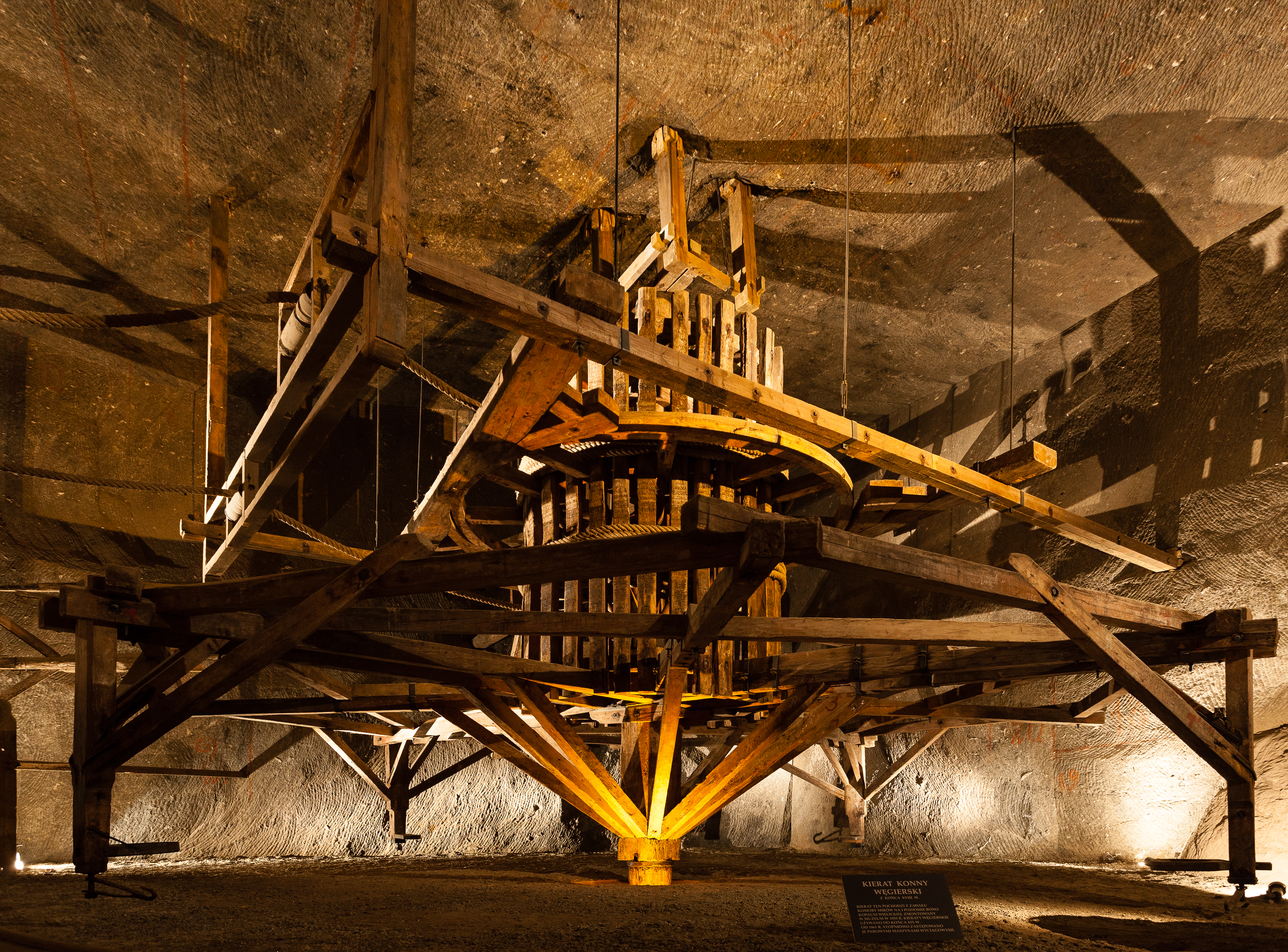
Kierat konny węgierski

W komorze tej również zaprezentowano maszyny górnicze. W centralnym miejscu ustawiony jest kierat konny zwany węgierskim będący ulepszoną wersją kieratu saskiego. Maszyna mogła podnosić ładunki z głębokości przekraczającej 300 m o masie ponad 2 ton. Od 1861 r. kieraty konne zaczęły być wypierane przez parowe, a od 1913 roku elektryczne. Ekspozycję uzupełniają urządzenia: nadszybikowe koło hamulcowe, wał pochylniany z wózkiem oraz bęben hamulczy służący do opuszczania niewielkich ładunków.

### Komora Saurau

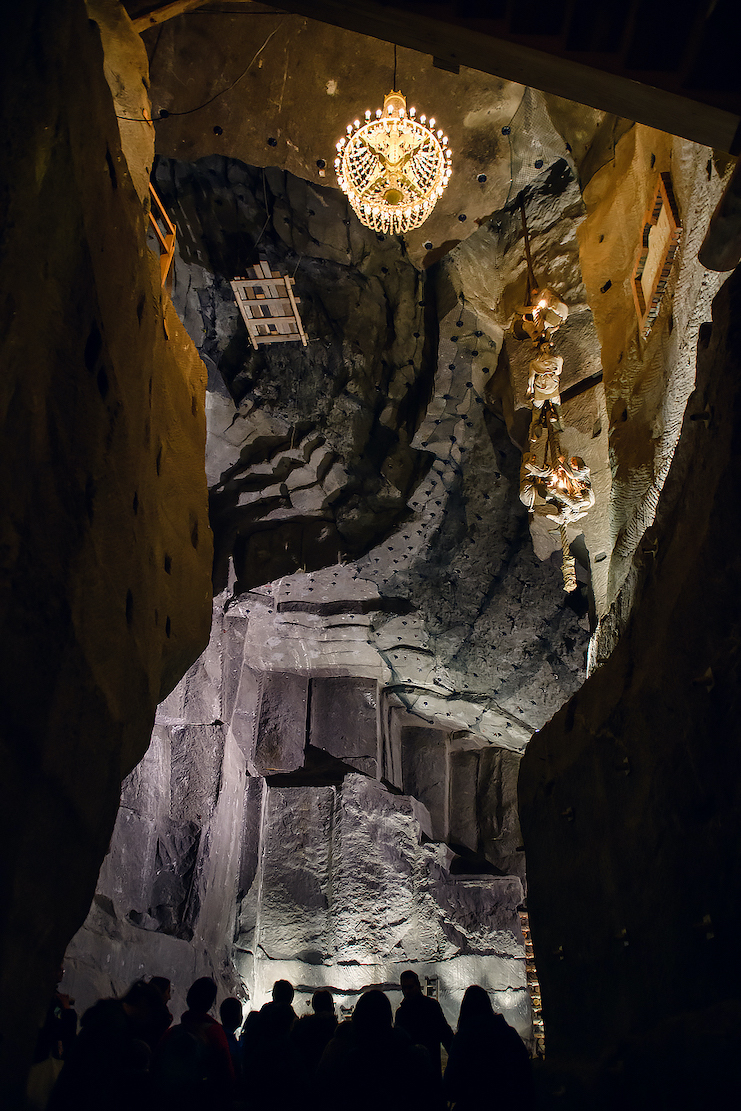
Komora Saurau

Wyeksploatowana w latach 1820–1870 w dużej bryle soli zielonej należy do największych pod względem objętości wyrobisk. Nazwa komory pochodzi od ówczesnego premiera i ministra spraw wewnętrznych Austrii – Franciszka von Saurau. Komora ze względu na walory widokowe została udostępniona turystom w 1877 r. zaraz po zakończeniu eksploatacji. W przewodnikach określana jako najwspanialsza komora ówczesnej trasy turystycznej. Dodatkową atrakcją jest ruchoma makieta prezentująca sposób zjazdu górników do kopalni, do której rekonstrukcji posłużyły sztychy z XVII w.

### Komora Russegger VII

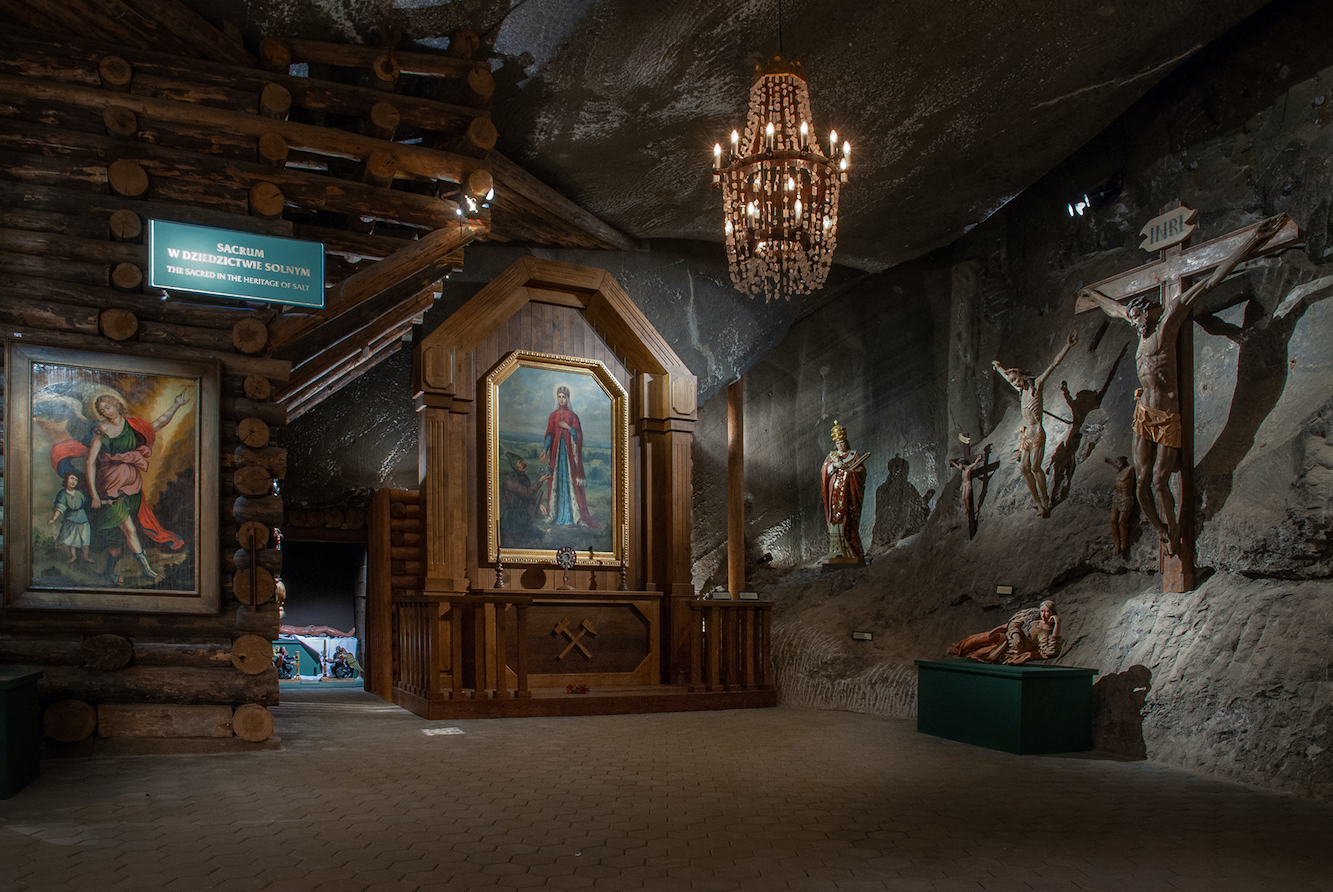
Wystawa ,,Sacrum w dziedzictwie solnym"

Wystawa jest czynna od 1996 r., prezentuje relikty kultury duchowej górników. Zgromadzono przedmioty kultu (XVII – XX w.) przeniesione z podziemnych kaplic, m.in. zespół drewnianych rzeźb przedstawiających: Chrystusa, Marię Magdalenę, anioły, figurki z szopki betlejemskiej. Ekspozycję dopełniają grafiki, rysunki, fotografie kaplic i komór (XIX i początek XX w.), dokumentujące atrakcje ówczesnej trasy zwiedzania.

### Komora Alfonsa Długosza
Nazwę komory nadano w 1976 r., w pięciolecie śmierci twórcy Muzeum Żup Krakowskich. Eksploatowana na przełomie wieków XIX i XX komora stanowiła największe rozpoznane złoże w bryle soli zielonej. Aktualnie jest to sala widowiskowa.

## Groty Kryształowe

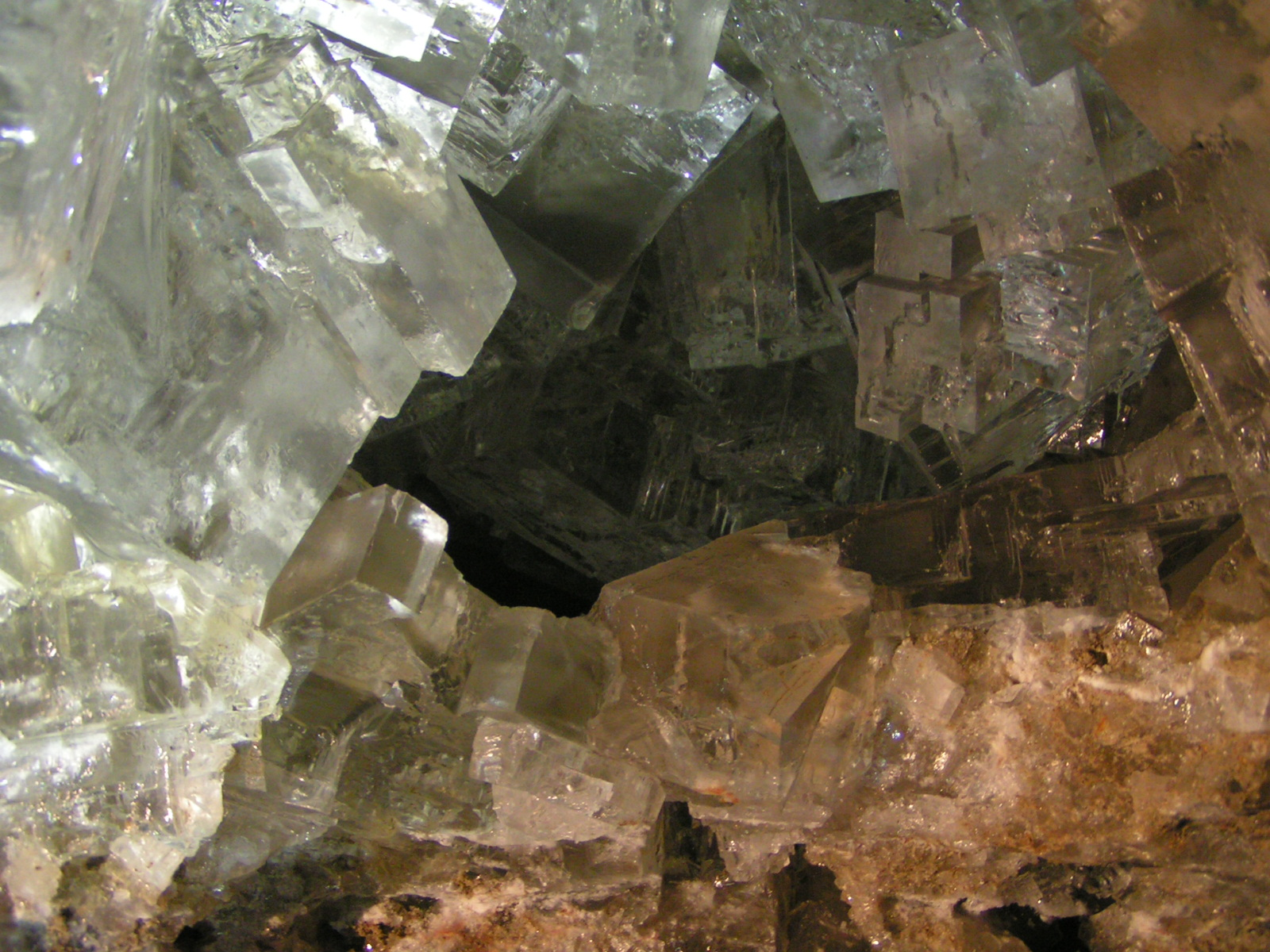
Kryształy halitu w Grotach

Poza ekspozycją muzealną znajduje się rezerwat przyrody Groty Kryształowe, w których występują wyjątkowo duże kryształy halitu. W XIX wieku okazy pochodzące z rezerwatu trafiły do kolekcji czołowych muzeów świata, gdzie do dziś są przechowywane (np. Muzeum Historii Naturalnej w Wiedniu). W Krakowie są dostępne do obejrzenia dwie tafle, o wymiarach ponad metr na metr, każda z kilkudziesięcioma kryształami, mającymi krawędzie długości od kilku do kilkunastu centymetrów. Obecnie znajdują się w holu uniwersyteckiego budynku Collegium Geologicum, przy ul. Oleandry 2a, w gablocie ściennej. Większość Grot zachowała się nieuszkodzona, a ze względu na ochronę udostępniana jest sporadycznie tylko specjalistom.

## Kopalnia w sferze kultury
Pierwszy bardzo obszerny i szczegółowy poetycki opis wielickiej kopalni dał XVI-wieczny polsko-łaciński poeta i tłumacz Adam Schroetter w poemacie Salinarum Vielicensium.... Dzieło to powstało pod wpływem wrażeń z wycieczki do Wieliczki. Obok podziwu dla piękna podziemnego świata zawiera również wiele interesujących informacji dotyczących m.in. urządzeń kopalnianych i pracy górników.
Kopalnia Wieliczka dała, wespół z księgą II Dziejów Herodota natchnienie do scen w Labiryncie, mających miejsce w powieści Bolesława Prusa Faraon. Herodot opisał właśnie ów staroegipski Labirynt; Prus wcielił jego opis do Faraona (rozdziały 56 i 63, według ciągłej numeracji rozdziałów). Prus odwiedził kopalnię w 1878 i następnie zrelacjonował swe wrażenia w cyklu trzech artykułów pt. Kartki z podróży (Wieliczka), w „Kurierze Warszawskim”, 1878, numery 36–38. Literaturoznawca i badacz twórczości Prusa Zygmunt Szweykowski pisze: „Sugestywna wymowa scen w labiryncie wypływa między innymi z faktu, że są one echem wrażeń samego Prusa, które przeżył on zwiedzając Wieliczkę.”
Wielicka kopalnia stała się także tłem dla fragmentu powieści kryminalnej Maxima Chattama Plugawy spisek.
Wyrobiska kopalni były również plenerem zdjęciowym filmu Seksmisja.